# House of Cards
House of Cards (englisch für Kartenhaus) ist eine US-amerikanische Fernsehserie, deren Erstausstrahlung 2013 bei dem Video-on-Demand-Anbieter Netflix lief und die vorwiegend den Genres Politthriller und Drama zugeordnet wird. Sie erzählt die Geschichte des durchtriebenen Abgeordneten Francis „Frank“ Underwood, der gemeinsam mit seiner ähnlich machthungrigen Ehefrau ein System von Intrige, Korruption und Mord kreiert, um in höhere politische Ämter aufzusteigen und somit seinen Machteinfluss zu vergrößern.
Die Serie entstand als erweiterte Adaption der BBC-Miniserie Ein Kartenhaus, die wiederum auf dem gleichnamigen Roman von Michael Dobbs basiert und ihrerseits erstmals 1990 ausgestrahlt wurde. Der Titel ist ein Wortspiel mit der englischen Bezeichnung für diverse Parlamente wie das britische House of Commons oder das US-amerikanische House of Representatives. Das Logo der Serie beinhaltet eine auf dem Kopf stehende Andeutung des Sternenbanners: Die US-Flagge wird in dieser Form nur gehisst, wenn sich eine Einheit von US-Soldaten in Not befindet. In anderen Fällen stellt dies nach Bundesrecht theoretisch eine strafbare Verunglimpfung eines staatlichen Symbols dar. Faktisch wird das Gesetz allerdings nicht durchgesetzt, da es in den USA verfassungswidrig ist. Aber auch das Logo der Serie verstößt nicht gegen das Gesetz, da das Bundesgesetz vorschreibt, dass die Flagge unter anderem 48 Sterne enthält. Produziert wird House of Cards von Media Rights Capital und der Produktionsfirma Trigger Street Productions, die von Kevin Spacey, dem Hauptdarsteller der Serie, mitbegründet wurde.
Mit dem Ende der vierten Staffel wurde der Abgang des bisherigen Serienschöpfers und Showrunners Beau Willimon bekannt. Seine Rolle übernahmen mit dem Produktionsbeginn der fünften Staffel Melissa James Gibson und Frank Pugliese, die zuvor schon als Drehbuchautoren an der Serie beteiligt waren.
Wenige Wochen nach Beginn der Dreharbeiten für die sechste Staffel wurde Hauptdarsteller Spacey der sexuellen Belästigung beschuldigt. Kurz nach den ersten Vorwürfen kündigte Netflix die Einstellung der Serie nach der sechsten Staffel an, die lange vorher geplant war. Am 4. Dezember 2017 bestätigte Netflix vorangegangene Berichte, wonach Kevin Spacey nicht mehr Teil der Besetzung sei. So begann die Produktion für die aus acht Episoden bestehende sechste und letzte Staffel im Jahr 2018 ohne Spacey. Dieser wurde später in zwei Prozessen in New York 2022 und in London 2023 jedoch in jeweils allen Anklagepunkten freigesprochen.
In der sechsten Staffel übernahm Robin Wright als Claire Underwood die Hauptrolle. Die komplette letzte Staffel wurde am 2. November 2018 in den USA bei Netflix und am selben Tag auch auf den VoD-Diensten von Sky Deutschland auf Deutsch veröffentlicht.
Bei zehn der 73 Folgen der Serie führte Robin Wright zusätzlich zu ihrer Rolle als Claire Underwood auch Regie.
Ein besonderes Stilmittel in der Darstellung ist das wiederholte Durchbrechen der sogenannten vierten Wand. Hierbei richtet Frank Underwood, der Protagonist der Serie, seine oft sarkastischen oder zynischen Bemerkungen direkt an den Zuschauer, der somit in die Intrigen der Hauptfigur eingeweiht wird. Ab dem Ende der fünften Staffel übernimmt Claire Underwood diese Rolle.

## Handlung

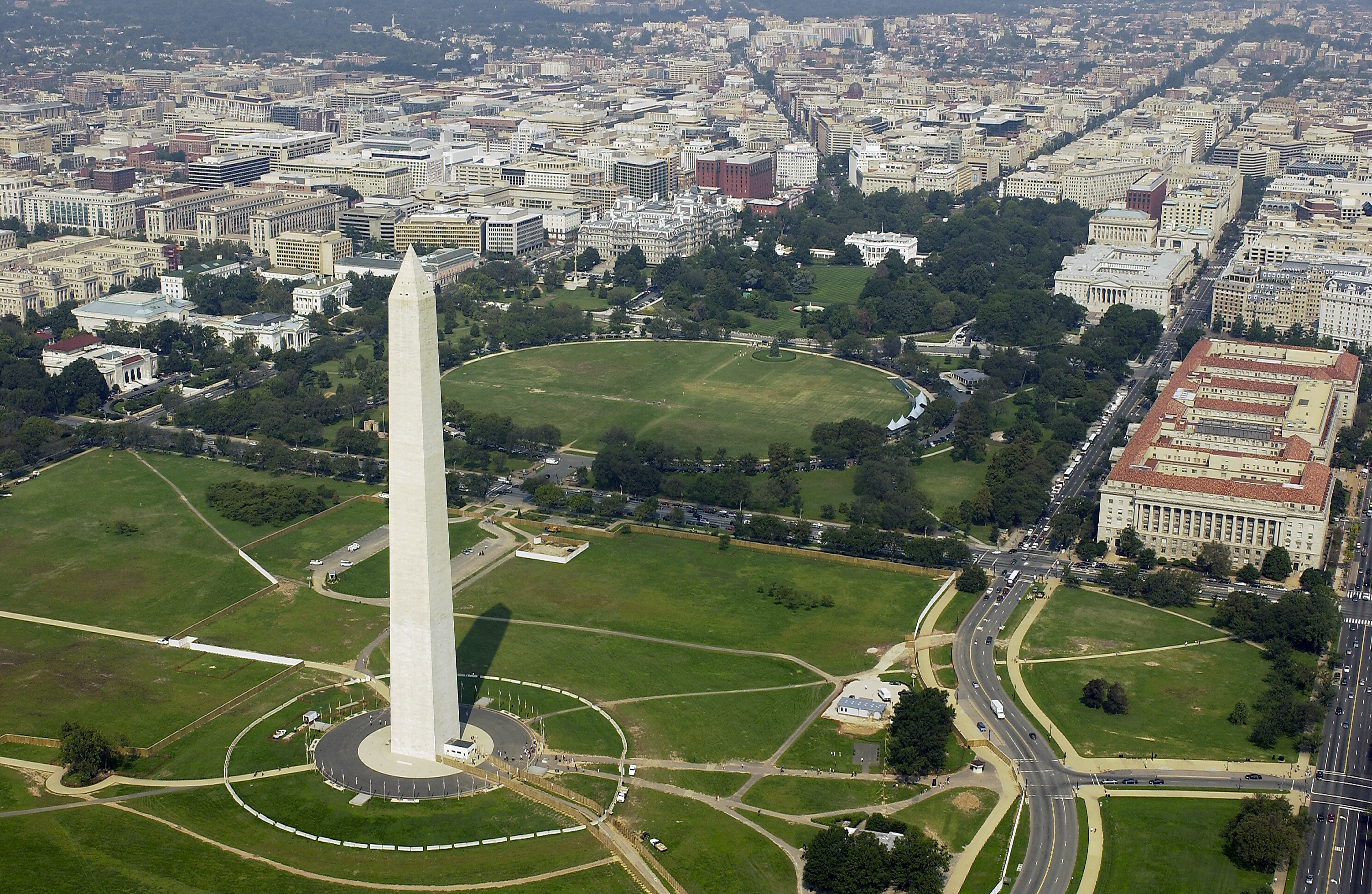
Washington, D.C.

Die Serie spielt in der amerikanischen Hauptstadt Washington, D.C. Im Zentrum steht Francis J. „Frank“ Underwood (Kevin Spacey), ein intelligenter, erfahrener und machtbewusster Kongressabgeordneter der Demokratischen Partei. Als Majority Whip (eigentlich vergleichbar dem Parlamentarischen Geschäftsführer, in der deutschsprachigen Synchronisation fälschlicherweise als „Fraktionsvorsitzender“ übersetzt) der Demokraten ist es seine Aufgabe, die Abgeordneten auf Partei- bzw. Regierungslinie zu bringen. Als ihm der begehrte und bereits versprochene Posten des Außenministers vom neuen Präsidenten und Parteifreund Garrett Walker (Michel Gill) jedoch vorenthalten wird, sinnt Underwood auf Rache. Durch Intrigen und skrupelloses Vorgehen vergrößert er seinen politischen Einfluss, unterstützt von seiner ebenfalls berechnenden Ehefrau Claire (Robin Wright). Frank nutzt nun sein intimes Wissen über den Politikbetrieb in Washington und instrumentalisiert unter anderem die ehrgeizige Reporterin Zoe Barnes (Kate Mara) für seine Ziele.

### Staffel 1
Die Serie beginnt mit einer Szene, in der der Kongressabgeordnete Francis Underwood durch die Tötung eines von einem Auto angefahrenen Hundes seinen gnadenlosen Pragmatismus zur Schau stellt. Er blickt direkt in die Kamera und erklärt dem Zuschauer an diesem Beispiel, dass „Momente wie diese jemanden erfordern, der das Unangenehme übernimmt, das Notwendige“. Begleitet von diesem Motiv folgt der Zuschauer Francis „Frank“ Underwood, einem machthungrigen demokratischen Abgeordneten aus South Carolina und dem Majority Whip des US-Repräsentantenhauses. Nachdem er den neuen Präsidenten Garrett Walker bei dessen Präsidentschaftswahlkampf maßgeblich unterstützt hat, ist ihm von Walker das Amt des Außenministers versprochen worden. Vor der Amtseinführung erfährt er jedoch von Walkers Stabschefin Linda Vasquez, dass er aufgrund der bevorstehenden Herausforderungen im Repräsentantenhaus nützlicher sei. Underwood reagiert zunächst erbost, schmiedet aber schon kurz darauf gemeinsam mit seinem Stabschef Doug Stamper und seiner Ehefrau Claire insgeheim Rachepläne, um der kommenden Regierung Walker zu schaden.

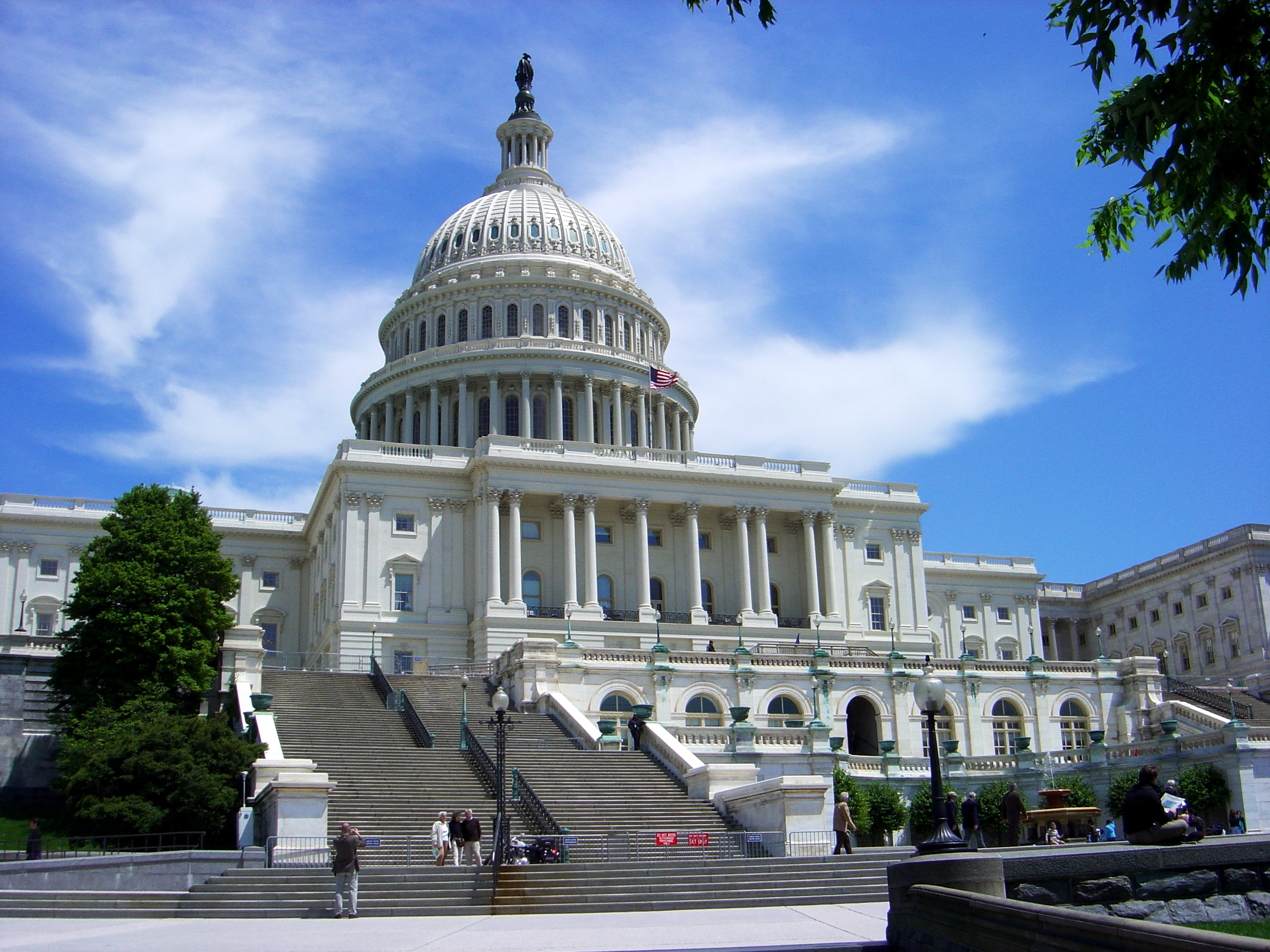
Im US-Repräsentantenhaus geht Francis Underwood seiner Aufgabe als Majority Whip nach

Underwoods erstes Ziel ist die Ausbootung des Senators Michael Kern, der von der Regierung öffentlich zum neuen Kandidaten für den Außenminister-Posten ausgerufen wird. So bringt Underwood mittels der Reporterin Zoe Barnes einen früheren Zeitungsartikel in Umlauf, in dem sich Kern 1978 feindlich zur israelischen Besetzung des Gazastreifens äußerte. Auch benutzt er den labilen Kongressabgeordneten Peter Russo, der, nachdem Doug seine Festnahme nach einer Autofahrt unter Alkoholeinfluss vertuscht hat, von Underwood unter Druck gesetzt wird. Russo reist daraufhin zu Roy Kapeniak, der 1978 mit Kern in der Redaktion gearbeitet hat und die Medien nun von Kerns Urheberschaft überzeugen soll. Nachdem Russo ihn hat überzeugen können und die Nachricht öffentlich geworden ist, muss Präsident Walker seinen Kandidaten zurückziehen. Er ernennt schließlich Catherine Durant zur Außenministerin, die zuvor von Underwood und Zoe in den Medien in Position gebracht wurde. Russo wird später von Underwood auch dazu benutzt, um das Ende eines Lehrerstreiks und somit die Verabschiedung eines wichtigen Bildungsgesetzes herbeizuführen. Diese Erfolge steigern das Ansehen von Underwood bei Präsident Walker.
Franks Ehefrau Claire leitet die Nichtregierungsorganisation Clean Water Initiative (CWI). In der ersten Folge entscheidet sie sich mit Begeisterung für eine internationalere Ausrichtung der Organisation, sodass auch Regionen in Übersee mit sauberem Wasser versorgt werden können. Diese neue Richtung stößt allerdings auf Bedenken bei der Büroleiterin. Claire gibt ihr die Anweisung, die Hälfte aller Mitarbeiter zu entlassen. Später erkundigt sie sich über den Fortschritt und informiert die Büroleiterin schließlich, dass auch sie selbst die Organisation verlassen müsse.
Da der neue Vizepräsident Jim Matthews aus seinem vorherigen Amt als Gouverneur von Pennsylvania ausgeschieden ist, steht dort eine Nachwahl für die Besetzung der Position an. Underwood hilft dem ebenfalls aus Pennsylvania stammenden Peter Russo, sich von seinen Drogen- und Alkoholproblemen zu befreien, und unterstützt dessen Kandidatur. Kurz vor der Wahl benutzt er die Prostituierte Rachel Posner – die schon als Beifahrerin bei Russos Alkoholfahrt anwesend war –, um Russos Alkoholabstinenz zu brechen und sein Scheitern einzuleiten. Nach einem Radio-Interview unter Alkoholeinfluss scheidet er aus dem Wahlkampf aus und droht Underwood, in den Medien über seine Rolle innerhalb der Intrigen auszupacken. Daraufhin handelt Underwood und bringt Russo um, indem er ihn bei laufendem Motor in einer geschlossenen Garage zurücklässt. Um dem Chaos der Wahl entgegenzuwirken, überzeugt Underwood Vizepräsident Matthews von einem Rücktritt und einer Rückkehr ins Gouverneursamt. So würde Underwoods Plan aufgehen und die von ihm angestrebte Position des Vizepräsidenten frei werden.
Jedoch erweckt Präsident Walker zunächst den Anschein, als hätte er bei der Neubesetzung der Position andere Pläne. Er schickt Underwood als mittlerweile engen Vertrauten zu einer gründlichen Überprüfung des vermeintlichen Kandidaten Raymond Tusk. Underwood begreift im Laufe seines Besuchs, dass er selbst überprüft werden soll. Auch erfährt er, dass der Präsident und Tusk seit vielen Jahren enge Freunde sind (so sei es auch Tusks Ratschlag an Walker gewesen, Underwoods Ernennung zum Außenminister wieder zurückzuziehen). Tusk stellt allerdings eine Bedingung für seine Empfehlung und erklärt Underwood, dass er Walker nur zu einer Ernennung rät, wenn Underwood seine zukünftige Politik als Vizepräsident nach Tusks Interessen ausrichtet. Daraufhin entgegnet er Tusk mit einem Gegenvorschlag, der auf Zusammenarbeit basiert, die den Interessen beider dienen soll. Währenddessen beginnen Zoe und ihre Reporterkollegen Janine und Lucas, die Hinweise miteinander zu verknüpfen und Underwoods Plänen auf die Spur zu kommen. Zum Abschluss der Staffel akzeptiert Underwood die Nominierung des Präsidenten und steigt somit zum designierten Vizepräsidenten auf.

### Staffel 2
Francis steht kurz vor seiner Vereidigung zum Vizepräsidenten, während Zoe, Lucas und Janine ihre Recherchen fortsetzen. Damit sie Rachel nicht erneut kontaktieren, bringt Francis’ Stabschef Doug diese in einer abgelegenen Wohnung unter. Unterdessen arrangiert Underwood mit Zoe ein Treffen in einer U-Bahn-Station. Er bewegt sie dazu, die gemeinsamen Nachrichtenverläufe und Kontaktdaten zu löschen, und stößt sie letztlich, unbeobachtet von Augenzeugen oder Sicherheitskameras und von einer Absperrung verdeckt, vor einen einfahrenden Zug. Nachdem Janine von einer anonymen Person mit den von Francis gemachten Nacktbildern Zoes konfrontiert worden ist, gibt sie die Recherchen auf, um die Stadt zu verlassen und sich der Todesgefahr zu entziehen.

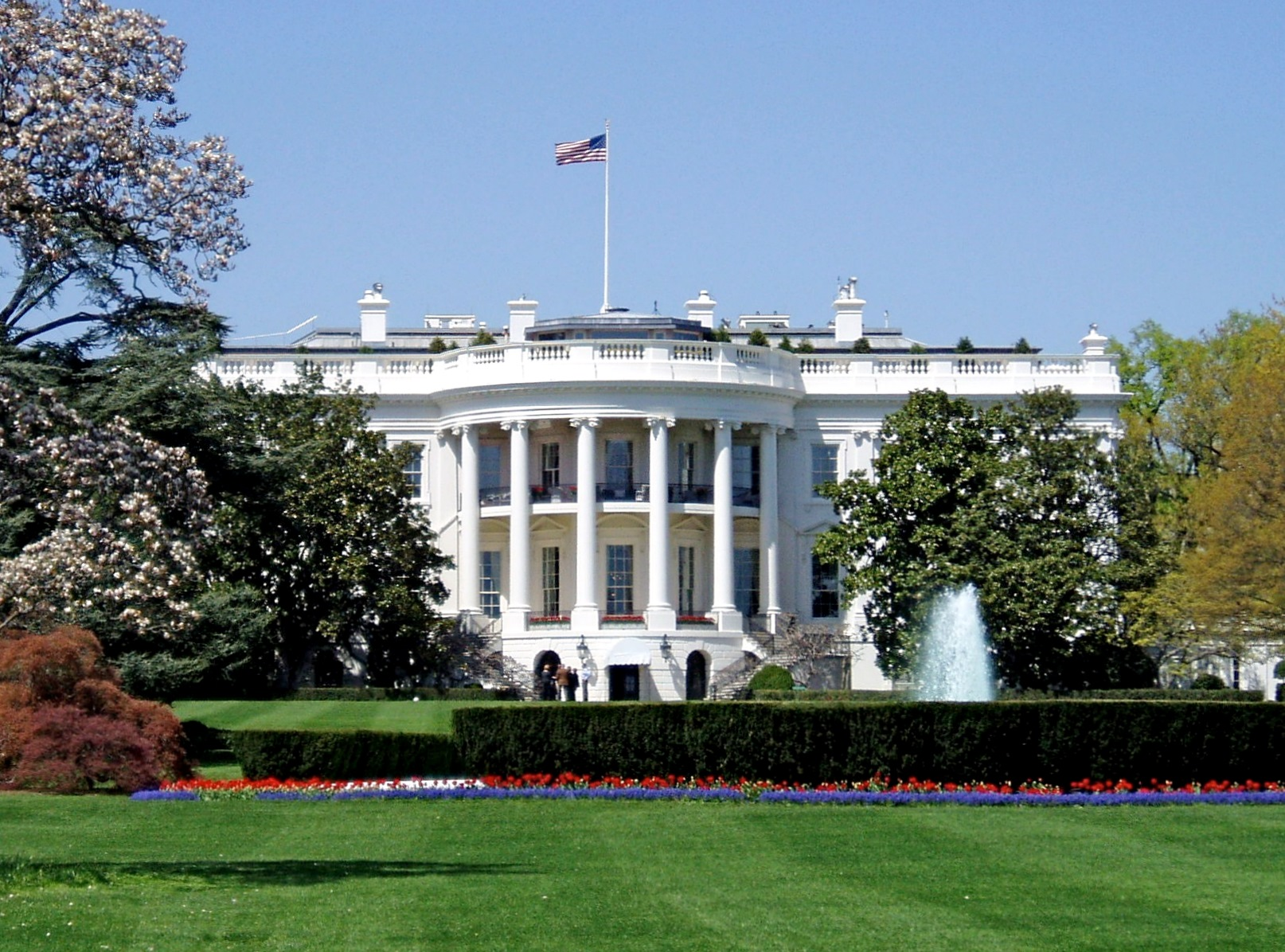
Als Vizepräsident unterhält Francis ein Büro im Weißen Haus

Lucas, der von der Tat Underwoods überzeugt ist, setzt seine Recherchen allein fort, um den Tod seiner Freundin aufzuklären. Er kontaktiert den Hacker Gavin Orsay und bittet ihn darum, die Daten von Zoes Mobiltelefon wiederherzustellen, damit er den Kontakt zwischen Zoe und Francis beweisen kann. Allerdings arbeitet Gavin für den FBI-Verbindungsoffizier Nathan Green. Green wiederum wurde von Doug dazu beauftragt, Lucas in eine Falle zu locken. Nach Lucas’ erfolgreicher Festnahme im Rahmen einer Server-Besichtigung wird dieser wegen Cyber-Terrorismus für schuldig befunden und inhaftiert.
Aufgrund ihrer Verpflichtungen als Second Lady und einer drohenden Klage ihrer entlassenen Kollegin Gillian Cole tritt Claire als Leiterin von CWI zurück. In einem vielbeachteten Fernsehinterview gesteht sie, dass sie während ihrer Studienzeit vergewaltigt worden sei und sich deshalb für eine Abtreibung entschieden habe. Sie freundet sich mit der First Lady an und entwickelt in gemeinsamer Zusammenarbeit einen Gesetzentwurf, der die Strafverfolgung bei sexuellen Übergriffen im Militär reformieren soll. Im Laufe der Zeit bemerkt Claire, dass die Ehe der Walkers durch die Präsidentschaft strapaziert wird, und bietet der First Lady an, sie und den Präsidenten an einen Eheberater zu vermitteln.
Francis versucht währenddessen, einen Keil zwischen den Geschäftsmann Raymond Tusk und Präsident Walker zu treiben und ruiniert daher bei inoffiziellen Diplomatiegesprächen mit dem Geschäftsmann Xander Feng, einem Verbündeten von Tusk, die Beziehung zu den Chinesen, zu denen Tusk ursprünglich eine gute geschäftliche Beziehung pflegt. Francis nimmt dabei bewusst in Kauf, dass er und Präsident Walker bei einem Rückschlag Tusks Schaden nehmen könnten. Letztlich führt dies zu einem Handelskrieg zwischen China und den Vereinigten Staaten, in dessen Folge die Energiepreise ansteigen. Tusk wehrt sich unverblümt gegen Walkers Bemühungen, die Krise beenden zu wollen, und schleust über ein Casino Wahlkampfgelder in republikanische PACs ein. Als Underwood herausfindet, dass das Geld eigentlich von Xander Feng stammt, überredet er Feng zu einer Beendigung der Partnerschaft.
Das Justizministerium findet derweil heraus, dass Doug bei einem Besuch im Casino auf Video aufgezeichnet worden ist, und ermittelt über mögliche Verbindungen zwischen Feng, Tusk und dem Weißen Haus. Underwood strebt ein gutes Vertrauensverhältnis zwischen der Sonderermittlerin Heather Dunbar und dem Weißen Haus an und überredet den Präsidenten zu einer Zusammenarbeit und insbesondere zur Übergabe seiner Reiseprotokolle, die die Besuche bei der Eheberatung miteinbeziehen. Ursprünglich sollen die Protokolle die Frage aufwerfen, ob die unzulässigen Parteispenden jemals thematisiert worden sind. Um mediale Enthüllungen über seine Eheprobleme zu vermeiden, weist der Präsident den Rechtsberater des Weißen Hauses an, seinen Eheberater einzuweihen. Dies stuft Dunbar allerdings als Zeugenbeeinflussung ein. Gavin nutzt unterdessen die Existenz von Rachel Posner, um Doug zu erpressen. Aus Furcht vor einem weiteren Umzug und der wachsenden Kontrolle über sie verletzt Rachel Doug in einem abgelegenen Waldstück mit einem Stein lebensgefährlich am Kopf, bevor sie mit seinem Auto flieht.
Als der Justizausschuss des Repräsentantenhauses die Paragraphen der Amtsenthebung prüft, bieten sowohl der Präsident als auch Underwood Tusk eine präsidiale Begnadigung an. Im Austausch dafür erwarten Walker und Underwood von Tusk, dass er den jeweils anderen in den Fall verwickelt. Tusk ergreift zunächst Partei für den Präsidenten und lässt Underwood keine andere Wahl, als an die alte Freundschaft zwischen ihm und Walker zu appellieren. Als Zeichen seiner Freundschaft zu Underwood bläst Präsident Walker den Begnadigungsdeal mit Tusk ab, woraufhin Tusk vor dem Justizausschuss des Repräsentantenhauses erscheint und zunächst den fünften Zusatzartikel zur Verfassung geltend macht. Schließlich gesteht Tusk, dass der Präsident von den Absprachen mit China wusste, und lässt Walker somit keine andere Wahl, als von seinem Amt zurückzutreten, um eine wohl unausweichliche Amtsenthebung zu vermeiden. Underwood bietet Walker in einem persönlichen Brief jedoch an, die volle Verantwortung hierfür zu übernehmen und von seinem Amt zurückzutreten, was der Präsident jedoch ablehnt. Unmittelbar nach Walkers Rücktritt in Camp David wird Underwood als 46. Präsident der Vereinigten Staaten vereidigt. Er betritt das Oval Office allein und beendet eigenständig die Szene mit dem Abspann.

### Staffel 3
Als ungewählter Präsident sieht sich Frank mit dem Widerstand der demokratischen Parteiführung konfrontiert, die ihm von einer Präsidentschaftskandidatur abrät. Fest entschlossen, ein Erbe zu hinterlassen und kein „Platzhalter-Präsident“ zu sein, erklärt er öffentlich, dass er eine Kandidatur nicht anstrebe und seine Amtsperiode stattdessen seinem Arbeitsbeschaffungsprogramm America Works widmen wolle. Unterdessen möchte Claire Botschafterin bei den Vereinten Nationen werden. Aufgrund einer unglücklichen Aussage während einer Befragung weist der Senat ihre Nominierung allerdings zurück. Claire nimmt daraufhin die Macht ihres Mannes in Anspruch, der sie per Dekret zur Botschafterin ernennt (sogenanntes Recess Appointment). Im Rahmen erster diplomatischer Gespräche mit dem russischen Botschafter stößt sie allerdings auf Widerstand.

Im Oval Office regiert Präsident Underwood die Vereinigten Staaten

Doug erholt sich langsam von seinen durch Rachel verursachten Verletzungen und erliegt seiner vorher für lange Zeit unter Kontrolle gehaltenen Alkoholsucht. Um Rachel aufzuspüren, nimmt Doug Kontakt mit Gavin auf, damit dieser ihm bei der Suche nach ihr hilft. Gavin, der mittlerweile beim FBI in der Abteilung für Cyberterrorismus arbeitet, besteht dafür auf die Möglichkeit, ins Ausland flüchten zu können. Unterdessen stellt der russische Präsident Viktor Petrov im Rahmen eines Staatsdinners im Weißen Haus Francis gegenüber große Forderungen bezüglich eines Konflikts im Nahen Osten. Weiterhin kündigt Dunbar überraschend ihre Präsidentschaftskandidatur an, was Francis sauer aufstößt.
Doug setzt sich mit Dunbar in Verbindung und gibt ihr zu verstehen, dass er als Berater für sie arbeiten wolle. Um ihr Vertrauen zu gewinnen, legt er ihr ein Tagebuch eines Arztes vor, das beweist, dass die Abtreibungen von Claire lange nach dem Zeitpunkt der von ihr vorgeworfenen Vergewaltigung stattgefunden haben. Beide Parteien einigen sich auf eine Zusammenarbeit, die allerdings nach einiger Zeit endet, nachdem Gavin Doug Unterlagen gezeigt hat, die Rachels Tod beweisen sollen. Die von ihm überlieferten Funde gehören zu einer Unbekannten, passen allerdings zu den Fingerabdrücken von Rachel. Bestürzt, verzweifelt und vom Alkohol eingenommen, bittet Doug seinen Bruder Gary, für einige Zeit bei ihm zu wohnen.
Aufgrund eines Hurrikans gerät die Finanzierung von Francis’ Arbeitsbeschaffungsprogramm America Works in Gefahr. Letztlich unterschreibt Francis einen Gesetzentwurf, der seinem Programm die Mittel entzieht und die Ostküste finanziell auf den Hurrikan vorbereitet. Als der Hurrikan wider Erwarten doch nicht auf Land trifft, entschließt sich Francis zu einer Kandidatur, da America Works während einer Testphase in Washington, D.C. seinen Nutzen bewiesen hat. Zu Werbezwecken engagiert Francis den Schriftsteller Tom Yates, der ein Buch über das Programm verfassen soll. Im Verlauf der Staffel interessiert sich Yates jedoch immer mehr für die Ehe der Underwoods. Schließlich legt er Frank und Claire seinen Entwurf des ersten Kapitels vor, in dem er nach Meinung von Frank zu sehr auf die Ehe eingeht, woraufhin er von seiner Arbeit freigestellt wird. Auf Claire hingegen, die immer mehr an der Ehe zu zweifeln scheint, hat der Entwurf eine katalytische Wirkung.
Bei einem Aufenthalt in Moskau handeln Francis und Petrov für beide Seiten akzeptable Bedingungen aus, um den inhaftierten US-amerikanischen Menschenrechtsaktivisten Michael Corrigan, der zuvor gegen die russische Regierung protestierte, in die Vereinigten Staaten zu überführen. Corrigan sträubt sich im Gespräch mit der mitgereisten Claire allerdings vehement dagegen, eine Stellungnahme vorzutragen, die von beiden Regierungen ausgearbeitet wurde, und verzögert die zur gleichen Zeit stattfindenden diplomatischen Gespräche zwischen Francis und Petrov. Nachdem sich der Aktivist in seiner Zelle erhängt hat, kritisiert Claire den russischen Präsidenten bei einer gemeinsamen Pressekonferenz scharf und macht damit die zuvor von ihrem Ehemann ausgehandelten Bedingungen zunichte. In letzter Konsequenz muss Underwood auf Wunsch von Petrov seine Frau zum Rücktritt als Botschafterin bewegen.

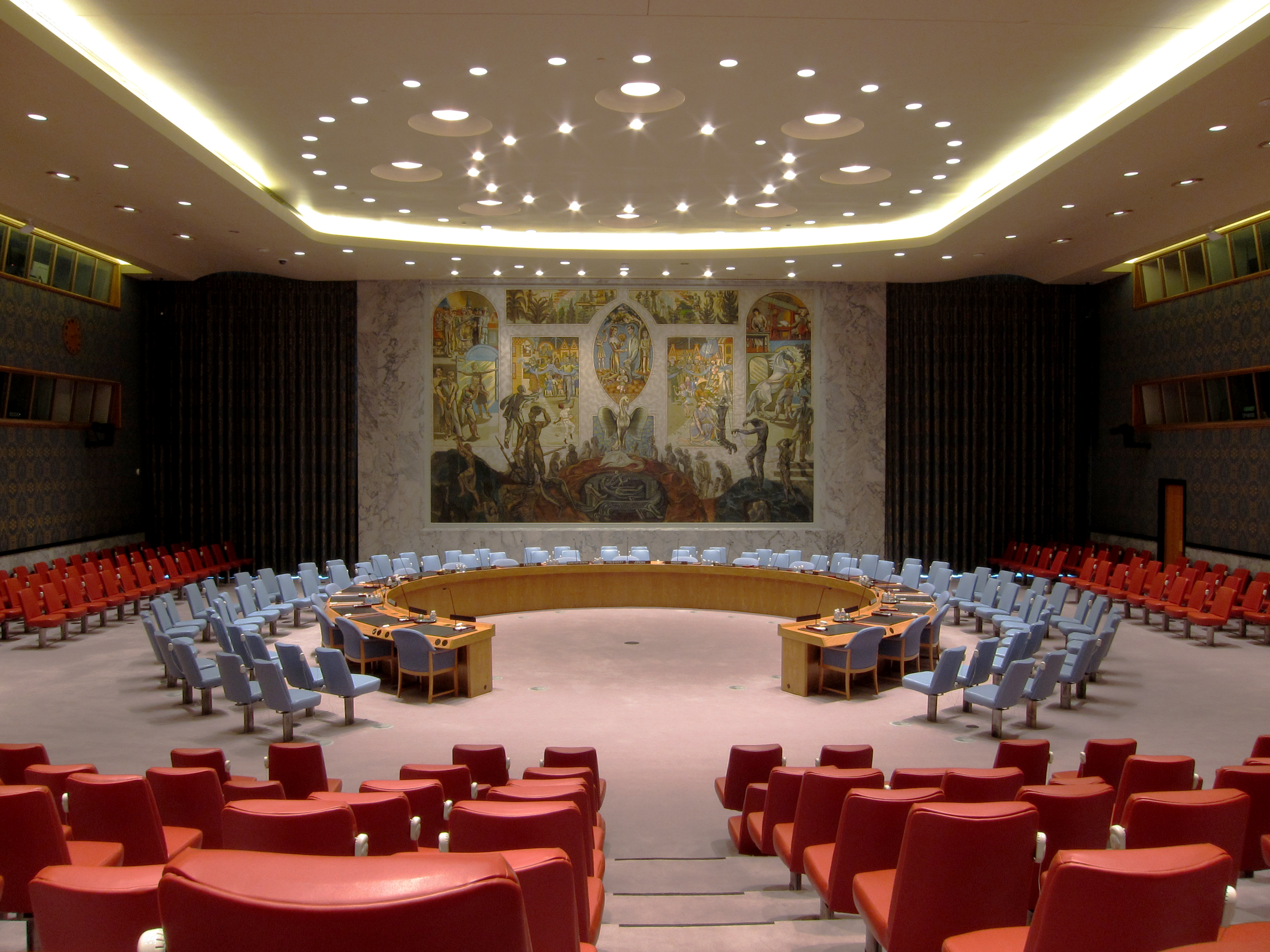
Claire vertritt die Vereinigten Staaten im UN-Sicherheitsrat

Inmitten des Wahlkampfes versucht Dunbar den Underwoods zu schaden und kontaktiert Doug, um das Tagebuch in ihren Besitz zu bringen. Danach wird Doug von Francis’ Leibwächter Meechum aufgespürt. Vor Francis’ Augen entfernt Doug die belastende Seite aus dem Tagebuch und verbrennt diese. Daraufhin ernennt Francis ihn zum Nachfolger seines zuvorigen Stabschefs Remy Danton. Unterdessen informiert Gavin, der zwischenzeitlich nach Venezuela geflohen ist, Doug darüber, dass er ihm falsche Informationen gegeben habe und Rachel noch am Leben sei. Er wolle ihren Aufenthaltsort aufdecken, sobald Doug ihm dabei helfe, einen befreundeten Hacker aus dem Gefängnis zu befreien. Mit Unterstützung des stellvertretenden FBI-Direktors kann Doug Gavin aufspüren und ihm mit Anwendung von Gewalt Informationen zum Aufenthaltsort von Rachel entlocken.
Doug bricht zu seiner Mission auf und findet Rachel, die sich mit dem Verdienst aus kleineren Jobs eine falsche Identität gekauft und ein neues Leben begonnen hat, im Bundesstaat New Mexico. Offenbar mit der Absicht Rachel zu töten, fährt er mit ihr in die menschenleere Wüste, wo er ein Grab für sie schaufelt. Nachdem Rachel ihm ihre neue Identität preisgegeben hat, überdenkt Doug seinen Plan und lässt sie frei. Er fährt davon, dreht allerdings nochmal um und man sieht, wie er das für sie ausgehobene Grab zuschaufelt, in dem noch von Stein und Erde bedeckte Teile ihres Kopfes zu sehen sind. Doug kehrt danach nach Washington, D.C. zurück und trifft Francis, der ihn fragt, ob er erfolgreich gewesen sei, und sich damit als eigentlicher Auftraggeber offenbart.
In den letzten Folgen der Staffel, die inmitten der Vorwahlen in Iowa spielen, nehmen die Spannungen zwischen Francis und Claire deutlich zu. Nicht zuletzt wurden diese durch Yates begünstigt, dessen Buchentwurf sie verstärkt an der Ehe zweifeln lässt. Bei einer verbalen Auseinandersetzung im Oval Office äußert sie, dass sie sich nur noch als Mithelferin für den Erfolg ihres Ehemannes sieht und nicht mehr – wie in all den Jahren zuvor – als gleichberechtigten Partner. Dieser Auseinandersetzung folgt am nächsten Tag die Erklärung Claires, dass sie ihn verlasse.

### Staffel 4
Im direkten Anschluss an die dritte Staffel begibt sich Claire in ihre Heimat Texas, um gemeinsam mit der Beraterin LeAnn Harvey einen eigenen Wahlkampf um einen Sitz im Repräsentantenhaus zu organisieren. Allerdings möchte die Amtsinhaberin ihres Districts, Doris Jones, den Sitz an ihre Tochter Celia weitergeben. Claire bietet ihnen für den Verzicht die Finanzierung einer Klinik an, stößt mit ihrem Vorschlag aber auf Ablehnung. Francis muss unterdessen ohne Claire eine Niederlage bei den Vorwahlen in New Hampshire hinnehmen. Nachdem die Medien von vermeintlichen Eheproblemen zwischen ihm und Claire berichtet haben, gewinnt Doug Kenntnis darüber, dass Claires Mutter Elizabeth Hale an Krebs leidet, womit die Underwoods Claires langen Besuch in Texas öffentlich rechtfertigen. Dafür gibt Francis ihr das Versprechen, ihren geplanten Wahlkampf in Texas nicht sabotieren zu wollen. Zwei Wochen später, bei der Rede zur Lage der Nation, gibt er allerdings öffentlich seine Unterstützung für Celia Jones bekannt und macht somit Claires Ambitionen zunichte. Anschließend reisen die Underwoods gemeinsam zu den Vorwahlen in Francis’ Heimatstaat South Carolina. Dort lassen eine Reihe von Skandalen Francis in einem schlechten Licht erscheinen, sodass er seinen Heimatstaat ebenfalls an Dunbar verliert. Federführend für die Niederlage ist, wie Francis herausfindet, Claire, die schädliche Informationen an Dunbar weitergegeben und somit seine Niederlage besiegelt hat. Claire fordert ihn schließlich dazu auf, sie zur Kandidatin für die Vizepräsidentschaft zu machen. Andernfalls wolle sie seinen Wahlkampf weiterhin untergraben.
Lucas Goodwin, seit der zweiten Staffel aufgrund von Cyberterrorismus inhaftiert, wird vorzeitig aus dem Gefängnis entlassen und kommt in ein Zeugenschutzprogramm. Er nutzt seine neue Freiheit, um bei einer Wahlkampfveranstaltung an Francis’ Konkurrentin Dunbar heranzutreten. Er schildert ihr seine Theorien; darunter auch, dass Francis für die Morde an Zoe Barnes und Peter Russo verantwortlich sei. Dunbar macht ihren Standpunkt allerdings deutlich und sagt, dass sie damit nichts zu tun haben wolle. Nach einer Rede von Francis an einer Universität begeht Lucas schließlich ein Attentat, bei dem er selbst erschossen wird. Während Francis’ Leibwächter Meechum stirbt, ist Francis schwer an der Leber verletzt und muss ins Koma versetzt werden. Nach kurzer Zeit wird bekannt, dass er zum Überleben eine Lebertransplantation benötigt. Währenddessen übernimmt Vizepräsident Donald Blythe als kommissarischer Präsident die Amtsgeschäfte. Bei einer kritischen militärischen Situation, in die auch Russland involviert ist, sucht Blythe außenpolitischen Rat bei Claire. Sie weicht von Francis’ vorherigen Absichten ab und überzeugt Blythe davon, China in den Konflikt zu involvieren. Bei einer Durchsuchung in Lucas’ Wohnung wird ein Dokument gefunden, das seine Theorien öffentlich werden lässt. Claire streitet die Vorwürfe ab und kann zudem beim G8-Gipfel in Brandenburg eine Lösung des außenpolitischen Konflikts herbeiführen, indem sie mit dem russischen Präsidenten Petrov verhandelt. Unterdessen kann Doug mit Unterstützung von Pressesprecher Seth Grayson Dunbar belasten. Bei einem Verhör bezeichnet Dunbar die Vorgänge als Schmierenkampagne des Präsidenten, obwohl Francis sich weiterhin im Koma befindet. Daraufhin gibt sie das Ende ihrer Präsidentschaftskandidatur bekannt.

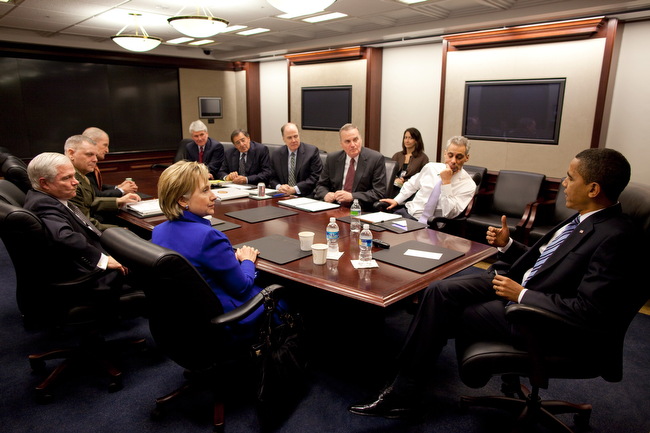
Wichtige Angelegenheiten der nationalen Sicherheit werden im Situation Room im Weißen Haus entschieden (hier unter Leitung von Barack Obama, 2009).

Francis erhält unterdessen eine neue Leber und kann ins Präsidentenamt zurückkehren, nachdem er sich mit Claire darauf geeinigt hat, ihre Vizepräsidentschaftskandidatur zu forcieren. Statt dies zu äußern, küren beide allerdings Catherine Durant als ihre Favoritin für die Vizepräsidentschaft. Mithilfe eines geplanten Waffengesetzes können sie die Parteispitze manipulieren, sodass sie sich auf einen offenen Wahlprozess für den nationalen Parteitag der Demokraten einigen. Auf der Democratic National Convention, jenem Parteitag, äußern sie derweil weiterhin ihre Sympathien für Durant. Als Durant allerdings Kenntnis von den tatsächlichen Absichten der Underwoods gewinnt – so stimmen immer mehr Delegierte für Claire, obwohl diese nicht aufgestellt worden ist –, arrangiert sie mit Unterstützung des republikanischen Präsidentschaftskandidaten Will Conway einen Gegenangriff, der Francis’ eigene Präsidentschaftskandidatur gefährdet. Letztlich kann Claire vom Tod ihrer Mutter profitieren, den sie durch Gabe von Medikamenten aktiv beschleunigt hat und der ihr letztlich die Nominierung sichert. So werden die Underwoods als Kandidaten ihrer Partei bestätigt. Derweil nimmt Tom Hammerschmidt, der frühere Chefredakteur des Washington Herald, angespornt von Lucas’ Dokument, erneut seine Recherchen auf. Er erfährt so indirekt, dass Francis eine Affäre zu Zoe unterhalten habe. Auch kann er durch Meechums Reiseberichte nachweisen, dass sich Francis als Vizepräsident mit Daniel Lanagin getroffen hat. Hammerschmidt kontaktiert Remy Danton, der sich aus der Politik zurückgezogen hat. Remy bestätigt ihm, dass Francis das Amtsenthebungsverfahren des ehemaligen Präsidenten Garrett Walker vorangetrieben hat, um selbst zum Präsidenten aufzusteigen. Hammerschmidt kann Walker, Remy und auch Jackie Sharp davon überzeugen, in einem Artikel gegen Francis auszusagen.
Die Geiselnahme einer amerikanischen Familie durch die radikal-islamistische Gruppierung Islamic Caliphate Organization (ICO) führt derweil zu nationalen Schlagzeilen. So wollen die Geiselnehmer einzig mit dem republikanischen Präsidentschaftskandidaten Conway verhandeln. Francis lädt Conway und seine Familie ins Weiße Haus ein, damit dieser an den Verhandlungen teilnehmen kann. Nachdem die Spannungen zwischen Conway und Francis gewachsen sind, wird er von Francis aus dem Weißen Haus beordert. Francis und Claire erlauben den Geiselnehmern, mit dem inhaftierten Anführer von ICO, Yusuf al Ahmadi, zu sprechen, um die Situation zu entschärfen. Allerdings weist Al Ahmadi die Geiselnehmer an, eine der Geiseln umzubringen. Währenddessen veröffentlicht Hammerschmidt im Washington Herald seinen Artikel und droht somit, Francis’ Präsidentschaftskandidatur nur wenige Wochen vor der Wahl zu beenden. Claire überzeugt Francis davon, der Situation Herr zu werden; bei einer Ansprache an die Nation gibt er bekannt, dass sich das Land im Krieg gegen den Terror befindet. Die letzte Szene der Staffel zeigt Francis und Claire, wie sie im Situation Room des Weißen Hauses der Videoübertragung von der Hinrichtung der letzten Geisel regungslos beiwohnen. Francis richtet sich gemeinsam mit Claire an den Zuschauer und sagt, dass man sich nicht dem Terror ergebe, sondern ihn selbst erzeuge.

### Staffel 5
Nach der Kriegsankündigung wirbt Präsident Francis Underwood in einer Rede im Repräsentantenhaus erfolglos für den offiziellen Kriegseintritt, was Tom Hammerschmidt öffentlich als Ablenkungsmanöver für seinen veröffentlichten Artikel bezeichnet. Will Conway hat derweil die Absicht, den Fokus erneut auf die im Artikel hervorgehobenen Verbrechen des Präsidenten zu lenken. Deshalb trifft er sich mit dem demokratischen Abgeordneten Alex Romero, dem er genügend Zeit verspricht, sollte er im Kriegsausschuss gegen Underwood ermitteln. Während der Ausschuss die Ermittlungen aufnimmt, nutzt Underwood einen Cyberangriff auf die Telekommunikationsinfrastruktur von Washington, D.C., um den Kongress von einer Bedrohung von ICO zu überzeugen und die Abgeordneten zu einem Kurswechsel zu bewegen. Bei einem 24-stündigen von Pollyhop organisiertem Live-Event am Vortag der Präsidentschaftswahlen gibt Will Conway den Bürgern die Möglichkeit, Fragen zu stellen. Am Tag der Wahlen erfahren Francis und seine Ehefrau Claire, dass die Wahlbeteiligung in den wahlentscheidenden Bundesstaaten Pennsylvania und Ohio nicht mit den Prognosen übereinstimmt und außergewöhnlich gering ist. Da dies auf einen Sieg von Will Conway hindeutet, heizen die Underwoods die Terrorangst an. So informieren sie den Gouverneur von Tennessee, dass der ICO-Terrorist Muhammed Kalabi einen Anschlag auf eines seiner Wahlcenter plant. Wenig später kommt es vor einem Wahlcenter zu einem Vorfall, in dessen Folge der Gouverneur eine Ausgangssperre verhängt. Um eine drohende Niederlage zu verhindern, lassen die Underwoods von Aidan Macallan gefälschte Geheimdienstunterlagen anfertigen, die den Gouverneur von Ohio von geplanten Anschlägen überzeugen sollen. Daraufhin verkündet der Gouverneur die Schließung einiger Wahlcenter.
Unterdessen arbeitet Jane Davis, eine hochrangige Beamtin des Handelsministeriums, die ein weitreichendes Netzwerk von Verbindungen und Einfluss hat, eng mit den Underwoods zusammen. Als Privatmann besucht Frank ein Treffen von mächtigen Männern in einer geheimen Gesellschaft namens Elysian Fields, um ihren Einfluss auf die Stimmen bei den bevorstehenden Sonderwahlen zu sichern. Unterdessen hat Conway einen Nervenzusammenbruch in seinem Privatflugzeug. Als er sieht, dass sein Kandidat verliert, wechselt Conways Wahlkampfmanager Mark Usher zu den Underwoods. Die Underwoods gewinnen sowohl Ohio als auch Tennessee, und Frank wird als Präsident und Claire als Vizepräsidentin vereidigt.
Hammerschmidt untersucht weiterhin Zoes Tod und erhält Informationen von einem unbekannten Informanten im Weißen Haus. Hammerschmidt werden wichtige Dokumente zur Verfügung gestellt, was unter anderem zu einer Anklageerhebung gegen Frank führt. Als Reaktion darauf lassen die Underwoods das gesamte Personal des Weißen Hauses überwachen. Schließlich tätigt ein Informant einen sprachmodulierten Anruf bei Hammerschmidt, der Doug in Zoes Ermordung verwickelt. Die Underwoods überzeugen Doug, die Schuld auf sich zu nehmen, und der Informant wird als Frank selbst entlarvt. Die Enthüllungen sind Teil von Franks Masterplan, die Präsidentschaft an Claire abzutreten, weil er glaubt, dass sein Machthunger im privaten Sektor besser gestillt werden kann, wenn er mit seiner Frau als Präsidentin zusammenarbeitet. Frank, besorgt über Durants Absicht, bei der Anklageerhebung auszusagen, schubst sie die Treppe hinunter, nachdem er ihren Rücktritt angenommen hat, wodurch sie schwer verletzt ins Krankenhaus gebracht werden muss. Claire vergiftet Yates mit einer Überdosis Gelsemium, die ihr von Jane zur Verfügung gestellt wurde, besorgt darüber, dass er zu viel weiß. Schließlich beseitigen Auftragnehmer, die für die Underwoods arbeiten, LeAnn, indem sie ihr Auto von der Straße in eine Leitplanke rammen. Frank tritt zurück und die beiden warten auf den richtigen Moment, damit Claire ihn begnadigen kann. Doch Claire zögert. Die Staffel endet damit, dass Claire Franks Anrufe ignoriert und sich dann direkt an die Zuschauer wendet: „Jetzt bin ich dran.“

### Staffel 6
Die Staffel beginnt 100 Tage nach Claires Amtsantritt. Frank ist mittlerweile tot. Die Geschwister Bill und Annette Shepherd versuchen, Claire zu beeinflussen. Die Sheperds sind mit Mark Usher vernetzt, den Claire zum Vizepräsidenten ernannt hat und der eine Affäre mit Annette hat. Annettes Sohn Duncan übt über sein Medienunternehmen Gardner Analytics Druck auf Claire aus. Claire und die Shepherds diskutieren über Deregulierungsmaßnahmen und Claire nutzt einen chemischen Zwischenfall in einer Anlage der Shepherds, um diese in Verlegenheit zu bringen. Doug befindet sich in der Zwischenzeit in Therapie, nachdem er den Mord an Zoe gestanden hat. Claire benutzt den stellvertretenden Direktor Green und seinen Psychiater, um ihn zu überwachen.
Die Shepherds beschließen, Claire auf andere Weise zu beeinflussen – sie soll Richter Abruzzo in den Obersten Gerichtshof berufen. Sie und Seth Grayson entwickeln zusammen eine App, welche die Nutzeraktivität einschließlich des Standorts heimlich überwachen kann. Außenministerin Durant fällt ebenfalls in den Einflussbereich der Shepherds. Sie wird überredet, mit Staatsanwälten zu sprechen, die die Underwoods untersuchen. Durants Aussage stellt eine Bedrohung dar, daher planen Claire und Jane Davis, sie zu ermorden, diese aber täuscht ihren Tod vor und verlässt das Land. Nach dem vermeintlichen Tod Durants schließen Claire und Präsident Petrov einen Vertrag über Syrien. Claire erfährt, dass Durant am Leben ist und sich mit Petrovs Hilfe in Frankreich aufhält. Danach verschwindet sie für drei Wochen, was Fragen nach ihrer Führungsstärke aufwirft. Usher plant daher ihre Amtsenthebung nach dem 25. Verfassungszusatz. Claire vereitelt Ushers Plan, feuert ihr Kabinett und ersetzt es durch ein rein weibliches, sehr zu Annettes Überraschung. Annette will Claires Abtreibungen gegen sie verwenden; Claire ihrerseits rächt sich, indem sie Duncan verrät, dass dieser nicht Annettes leiblicher Sohn sei.
Mit ihrem neuen Kabinett will Claire eine neue, fortschrittliche Agenda aufstellen. Die Shepherds wollen Claire weiterhin schwächen mit Hilfe von Brett Cole, einem ambitionierten Kongressabgeordneten, der Sprecher des Hauses werden will. Sie suchen auch die Hilfe von Doug, der sich aber zunächst weigert. Doug trifft sich mit Hammerschmidt und informiert ihn über Franks Machenschaften. Entschlossen, sich gegen ihre Feinde zu wehren, beschuldigt Claire Usher, Yates ermordet zu haben. Sie unterstellt ihm, dazu mit Russland zusammengearbeitet zu haben. Tom Hammerschmidt, Catherine Durant und Jane Davis werden in kurzer Abfolge getötet. Claire eröffnet Doug, dass sie mit Franks Kind schwanger ist, das Franks Erbe wird, obwohl Frank sein Vermögen heimlich Doug überlassen hat.
Vier Monate nach den Morden nimmt Claire wieder ihren Mädchennamen an. Annette, die jetzt von Bill gestresst ist, plant mit Usher, der nicht länger Vizepräsident ist, Claire zu ermorden. Sie bittet Doug, die Tat zu verüben, aber er zögert, vor allem um Franks Vermächtnis zu schützen. Claire erpresst den Richter Abruzzo durch den jetzigen Sprecher Cole. Janine Skorsky und Doug arbeiten weiter daran, die Machenschaften der Underwoods mithilfe von Franks geheimem Audio-Tagebuch aufzudecken. Claire nutzt dann den Vorwand des ICO, eine Atomwaffe zu beschaffen, um eine Krise auszulösen. Sie bringt die Shepherds und Doug dazu, ihre Pläne zu beschleunigen. Doug kommt ins Weiße Haus, aber bevor er Claire töten kann, zwingt sie ihn, sich als Franks Mörder zu offenbaren. Dann ersticht Claire Doug mit Franks Brieföffner, und die Serie endet damit, dass sie „keine Schmerzen mehr“ sagt und sich zum Publikum dreht.

## Figuren

### Francis Underwood

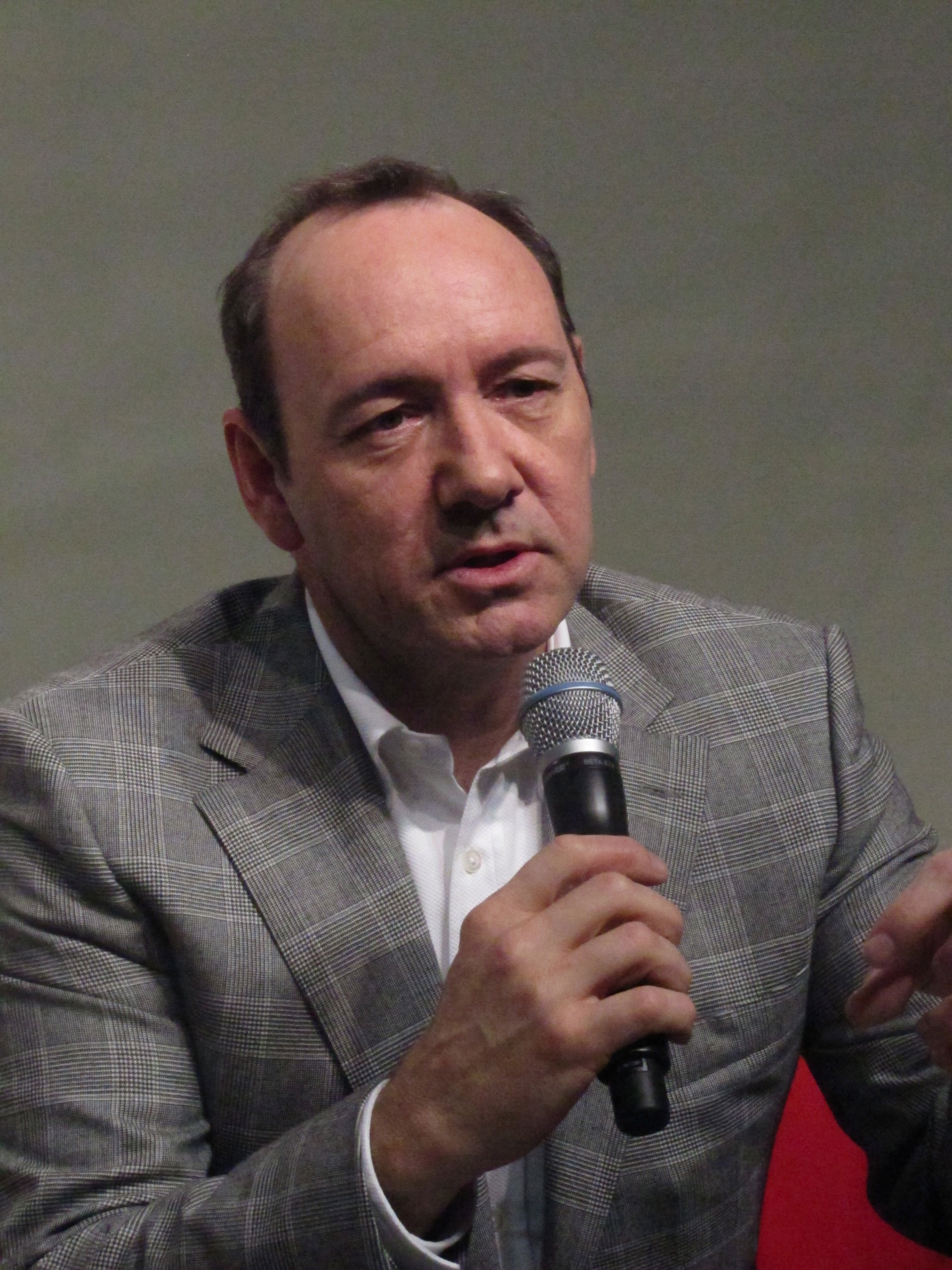
Kevin Spacey spielt Francis Underwood

Francis J. Underwood, genannt Frank, geboren in Gaffney, South Carolina, ist zu Beginn der Serie demokratischer Kongressabgeordneter und Majority Whip im US-Repräsentantenhaus, bevor er ab der zweiten Folge der zweiten Staffel das Amt des Vizepräsidenten übernimmt und am Ende der zweiten Staffel zum 46. Präsidenten der Vereinigten Staaten vereidigt wird.
Francis, der nur von seiner Ehefrau so genannt wird, ist ein durchtriebener Politiker, der genau weiß, wie er seine gesetzten Ziele erreichen kann. Ausgestattet mit einem scharfsinnigen Verstand, handelt Underwood bei Vorhaben, die er sich in den Kopf gesetzt hat, zielstrebig und extrem effektiv. Er ist eine überaus machthungrige Person mit außerordentlichen Fähigkeiten, sein Streben nach Macht und Vergeltung zu vollenden. Dafür schreckt er auch nicht davor zurück, ehemalige Verbündete zu hintergehen und jene Personen auszuschalten, die ihm beim Erreichen des gesetzten Zieles im Weg stehen. Wird er zurückgewiesen oder wird ein ihm abgegebenes Versprechen nicht eingehalten, plant er sofort Rache und versucht, die Position seines Gegenübers zu schwächen. Im Laufe der Serie erfährt der Zuschauer, dass Francis sogar vor kriminellen Handlungen, ja sogar vor Mord nicht zurückschreckt und sich somit bereit zeigt, große Risiken einzugehen, um die Offenlegung seiner Machenschaften zu verhindern. Darüber hinaus offenbart er auch eine herzliche und fürsorgliche Seite, um das Vertrauen seiner Mitmenschen zu erlangen. Trotz seiner Taten plagen Francis keine Gewissensbisse, obwohl er andere Leben und Karrieren zerstört. Anders als im politischen Tagesgeschäft zeigt Francis im privaten Umfeld eine ehrliche Seite von sich. Sympathie empfindet er insbesondere für seine Ehefrau Claire und in geringerem Ausmaß für die Reporterin Zoe Barnes. Zudem schützt und kümmert er sich um die Menschen in seinem näheren Umfeld, so zum Beispiel seinen Stabschef Doug Stamper, den er sogar als „Freund“ bezeichnet, den ehemaligen Betreiber des BBQ-Joint Freddy Hayes sowie seine Leibwächter Steve und Edward Meechum.
Aufgrund seiner Herkunft hat Francis einen Südstaaten-Dialekt. Francis erlangte seinen Abschluss an der fiktiven Militärakademie The Sentinel und studierte im Anschluss in Harvard Jura. Über seinen im Alter von 43 Jahren an einem Herzinfarkt verstorbenen Vater Calvin T. Underwood hat Francis eine überwiegend negative Meinung. So erzählt er den Zuschauern in der dritten Folge der ersten Staffel am Rande einer Grabesrede für ein junges Mädchen, dass sein Vater „still, verschlossen, beinahe unsichtbar“ gewesen sei, seine Mutter nicht viel von ihm hielt und seine Großmutter ihn sogar verabscheute. Sein Vater habe „nicht die geringste Ahnung vom Leben“ gehabt, sodass sein früher Tod „vielleicht das Beste“ gewesen sei. Außerdem habe er „nur Platz weggenommen“. In der Grabesrede selbst instrumentalisiert er den Tod seines Vaters, indem er positiv über ihn spricht und als den Menschen bezeichnet, den er am meisten geliebt und bewundert hat. In der letzten Folge der zweiten Staffel erzählt Francis, dass er im Alter von 13 Jahren seinen Vater mit einer Flinte im Mund vorgefunden habe. Sein Vater habe allerdings nicht den Mut gehabt, selbst abzudrücken; er bat Francis darum, was er ablehnte. Die folgenden sieben Jahre seien „die Hölle“ für ihn, insbesondere aber für Francis und seine Mutter gewesen. In diesen Jahren habe er mit seiner „Trunksucht, Verzweiflung und Gewalt“ Leid über die Familie gebracht. In seinem Leben bereue Francis nur, „damals nicht abgedrückt zu haben“, da sein Vater „im Grab besser aufgehoben“ gewesen wäre wie auch die Familie ohne ihn. In der ersten Folge der dritten Staffel bestätigt sich diese Abneigung, als Francis nach der Wahl zum US-Präsidenten das Grab seines Vaters besucht und auf dieses uriniert. Als einzigen Grund für den Besuch führt Francis an, dass er somit „menschlicher“ wirke. Auch sagt Francis, dass er auf der Beerdigung seines Vaters, nach dessen Tod im Jahr 1978, der einzige Gast gewesen sei. Zudem sei er bei seinem Tod so arm gewesen, dass Francis den Grabstein von seinem College-Stipendium zahlte. Seine Mutter arbeitete hauptsächlich als Hausmädchen, wie Francis in der siebten Folge der dritten Staffel erzählt. Aufgrund ihrer Hautfarbe sei sie sehr gefragt gewesen. Trotzdem ließ sie sich dazu verleiten, Diebstähle zu begehen. Unter anderem habe sie Saphir-Ohrringe gestohlen, die sie später bei der Pfandleihe abgegeben habe. In der Zwischenzeit habe sie mit den Ohrringen geschlafen, um, wie Francis vermutet, ein Gefühl für „echten Schmuck“ zu bekommen. Francis’ Urururgroßvater Augustus Elijah Underwood starb im Alter von 24 Jahren im Amerikanischen Bürgerkrieg, den er für die Konföderierten bestritt.
Zur Religion hat Francis kein gutes Verhältnis, was sich in der vierten Folge der dritten Staffel zeigt, als er in einer Kirche einer Jesusfigur ins Gesicht spuckt. Einige seiner Bemerkungen richtet Underwood an die Zuschauer, indem er seinen Blick der Kamera zuwendet. Die Serie pflegt somit teils eine Erzähltechnik, mit der die sogenannte vierte Wand durchbrochen wird. Unmittelbar vor seinem Wirken in House of Cards spielte Kevin Spacey in einer Produktion von Shakespeares Richard III. die Rolle von Richard III., eine Figur, auf der Underwood teilweise basiert. Für seinen Nachnamen stand möglicherweise Oscar Underwood Pate, der von 1900 bis 1901 als erster demokratischer Whip im US-Repräsentantenhaus wirkte. Seine Laster sind unter anderem Spareribs sowie das Rauchen von Zigaretten (dies jedoch nicht in der Öffentlichkeit). Zudem ist Underwood bisexuell und spielt gerne Ego-Shooter und Strategiespiele; später findet er zudem Gefallen daran, Modellfiguren anzufertigen.
Francis Underwood wird mit Hilfe der Lebermedikamente von Doug Stamper getötet. Stamper wollte auf diesem Wege verhindern, dass Francis Claire tötet und somit sein Lebenswerk zerstört.
Nach der Einnahme der Medikamente fährt Francis ins Weiße Haus und schwängert Claire. Er stirbt in dieser Nacht auf dem Teppich in seinem alten Zimmer im Weißen Haus.

### Claire Underwood

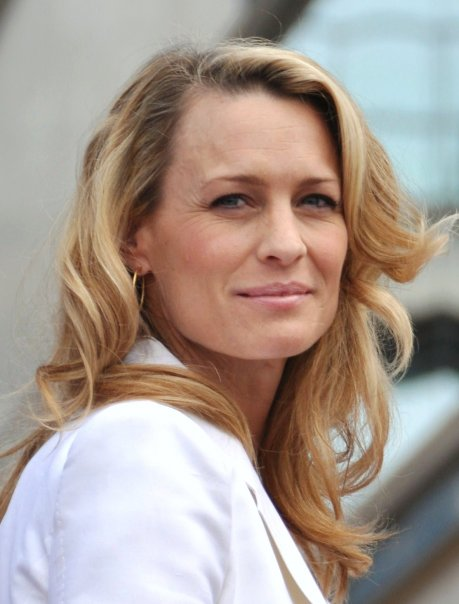
Robin Wright spielt Claire Underwood

Claire Underwood, geboren in Dallas, Texas, ist Francis’ Ehefrau und leitet zu Beginn die Wohltätigkeitsorganisation Clean Water Initiative, bevor sie die Leitung ihrer Organisation aufgrund ihrer Verpflichtungen als Second bzw. First Lady abgibt. In der dritten Staffel dient sie den Vereinigten Staaten für einige Zeit als Botschafterin für die Vereinten Nationen, ehe sie sich zum Rücktritt gezwungen sieht.
In den meisten Fällen unterstützt sie Frank bei seinen Machenschaften und erweist sich somit als ebenso gefühlskalt, manipulativ und machthungrig. Sie ist eine starke und zielstrebige Person, die von ihrem Mann nicht besänftigt oder auf ein Podest gestellt werden möchte. Dass Frank dies als einziger ihrer Verehrer verstand, ist einer der Gründe für die Ehe. Als Leiterin der Wohltätigkeitsorganisation CWI nutzt sie ihre Position, um ihre eigene und die Macht ihres Mannes auszuweiten. Sie ist in der Lage, ähnlich gefühlskalt und berechnend zu agieren wie Frank, was sie durch die Entlassung der Hälfte ihrer Angestellten beweist. Anders als Francis neigt sie aufgrund ihrer schonungslosen Handlungen gelegentlich zu Schuldgefühlen und Betrübtheit. Aller persönlichen Ambitionen und der aufopferungsvollen Hingabe für die Ehe zum Trotz, sehnt sich ein Teil von ihr nach einem Leben mit größeren Freiheiten. Aus diesem Grund will sie Francis nach der dritten Staffel verlassen. Zu Beginn der vierten Staffel zieht sie zu ihrer Mutter nach Texas, um dort ihren Wahlkampf für einen Sitz im Kongress zu planen. Nach der Sabotage von Francis’ Kampagne in dessen Heimatstaat South Carolina, sie veröffentlichte ein Foto von dessen Vater mit Vertretern des Ku-Klux-Klans, konfrontiert sie ihren Mann damit, dass dieser sie als Kandidatin für das Amt der Vizepräsidentin nominieren soll. Anfangs versucht Francis sie von dieser Idee abzuhalten, willigt nach seinem Koma jedoch ein und nominiert sie später als seine Vizepräsidentschaftskandidatin. Gegen Ende der vierten Staffel beginnt sie eine Affäre mit dem Buchautor Tom Yates, die von Francis gebilligt wird.
Ebenso wie bei ihrem Mann Francis sind Zigaretten ihr Laster. Zudem ist sie leidenschaftliche Joggerin.

### Doug Stamper

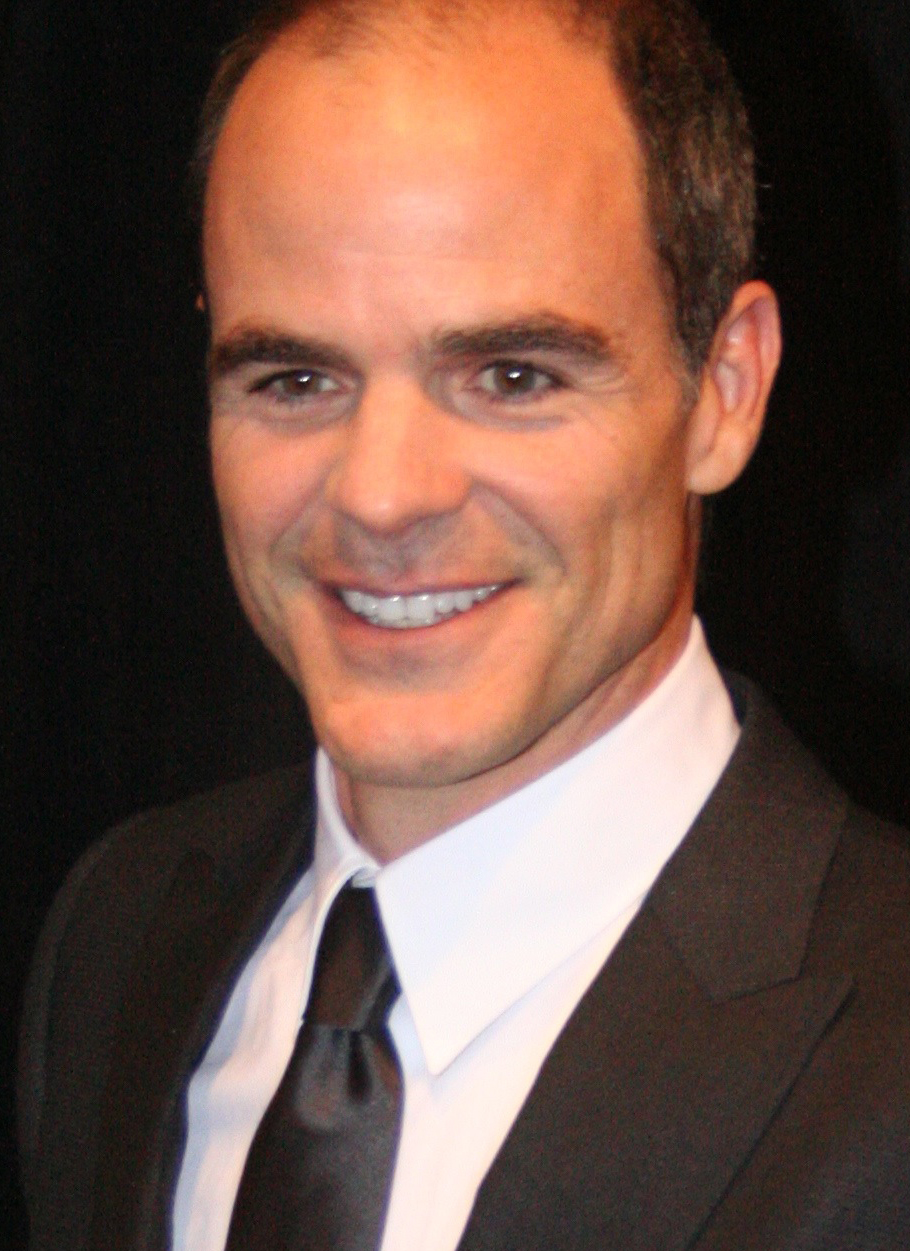
Michael Kelly spielt Doug Stamper

Douglas Stamper, genannt Doug, dient Frank bis zum Ende der zweiten Staffel als Stabschef. Nachdem er aufgrund schwerer Verletzungen eine berufliche Pause hat einlegen müssen, wird er am Ende der dritten Staffel von Präsident Frank Underwood zum Stabschef des Weißen Hauses ernannt.
Als engster Vertrauter unterstützt er Frank bedingungslos und mit großer Loyalität bei seinen Vorhaben. Dennoch scheut er sich nicht davor, ungefragt seine Meinung zu äußern, um Frank vor potenziellen Gefahren zu warnen oder ihn zu Handlungen zu motivieren. Er erweist sich als verlässlicher und eifriger Arbeiter im Hintergrund, der aufmerksam nach Schlupflöchern sucht und Frank den Rücken freihält. Ähnlich wie Frank schreckt auch er vor kriminellen Handlungen nicht zurück, wie er durch Bestechung und sogar Mord beweist. Genau wie Frank zeigt er trotz seiner Taten keine Reue, sondern folgt dem eingeschlagenen Weg bedenkenlos. Doug, der als trockener Alkoholiker großen Wert auf Disziplin und Selbstbeherrschung legt, wird in den ersten beiden Staffeln als eine einsame Privatperson dargestellt. Neben seiner beruflichen Beziehung zu Frank, der ihn sogar als „Freund“ bezeichnet, hält Doug regelmäßig Kontakt zur Prostituierten Rachel Posner, die er überwacht, seit sie in der Affäre Peter Russo zur Mitwisserin geworden ist. In der dritten Staffel kümmert sich während seiner Rehabilitation sein Bruder Gary um ihn. Durch mangelnde soziale Kontakte sieht er seinen Lebenssinn in der politischen Arbeit und der absoluten Loyalität zu Francis. Diese Aufopferungsbereitschaft gipfelt darin, dass Doug am Ende der dritten Staffel im Auftrag von Frank die geflüchtete Rachel aufspürt und tötet.
Doug Stamper wird von Claire mit Hilfe des Brieföffners erstochen, den er in der vorangegangenen Staffel von Francis erhalten hatte, nachdem er ihr den Mord an Francis und den Hintergrund seiner Absichten mitgeteilt hat.

### Zoe Barnes

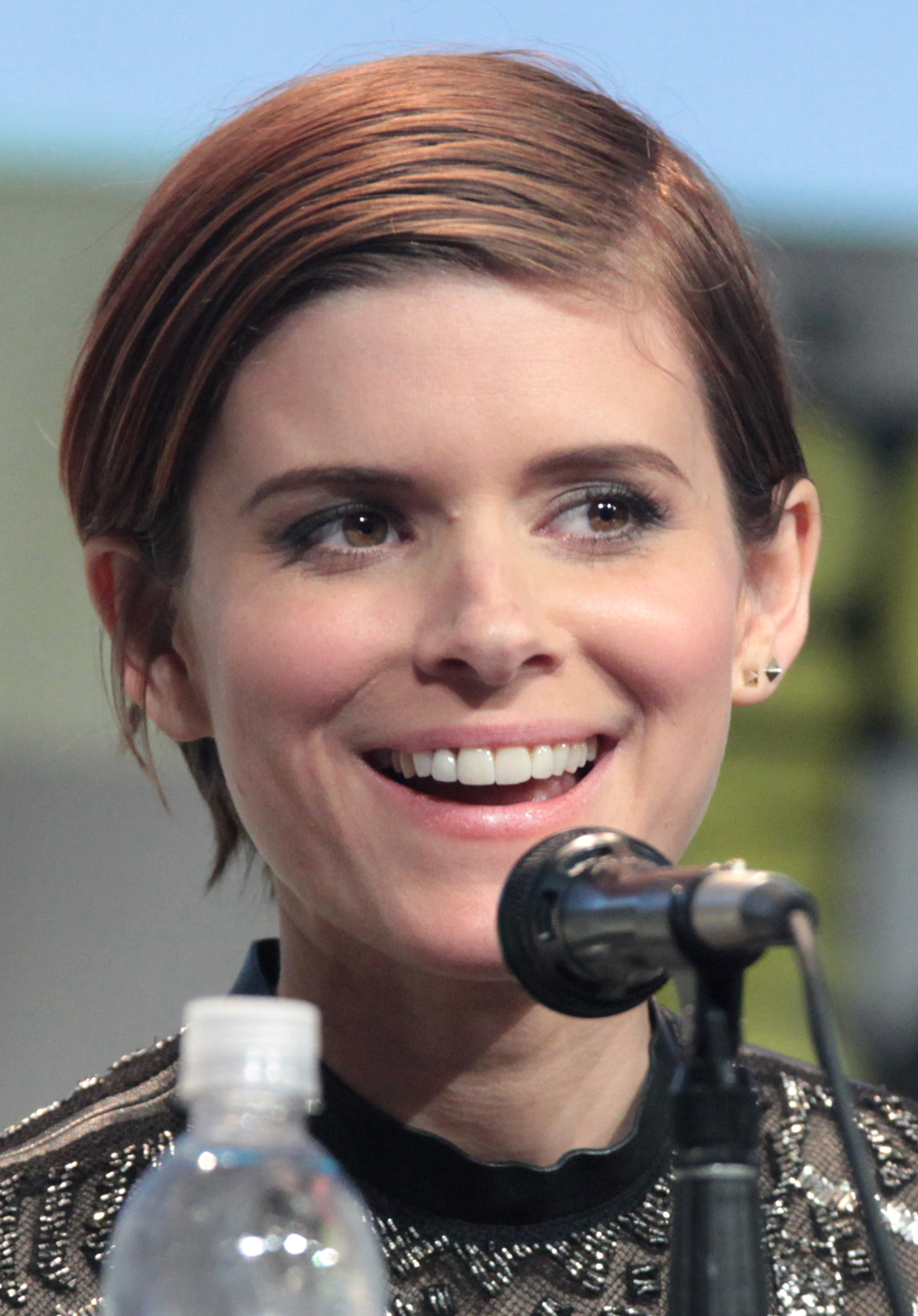
Kate Mara spielt Zoe Barnes

Zoe Barnes arbeitet zunächst als Reporterin für den Washington Herald, bevor sie im Laufe der ersten Staffel entlassen wird und daraufhin für das Onlineportal Slugline tätig ist.
Als junge und aufstrebende Reporterin möchte Zoe respektiert und ernst genommen werden. Sie scheut sich nicht davor, ihre Meinung zu sagen und geht dafür auch auf Konfrontationskurs, wenn sie dies für das Erreichen ihrer Ziele für nötig hält. Auch das Mittel der Provokation ist ihr nicht fremd, wie sie durch Freizügigkeit und ihren forschen Gesprächsstil unter Beweis stellt. Um über wichtigere Themen berichten und den Schleier der Politik lüften zu können, akzeptiert sie sogar die Tatsache, dass Frank sie für seine Zwecke und als Sprachrohr benutzt. Zwar durchschaut sie seine Taten, verschreibt ihre berufliche Gegenwart aber ganz dem Nutzen, den Underwood aus ihren Veröffentlichungen zieht. Sie richtet ihre berufliche Zukunft nach ihm aus und heuert nach Rücksprache mit ihm bei Slugline an, nachdem das Verhältnis sogar in einer sexuellen Beziehung gemündet ist. Aufgrund dessen lehnt sie zeitweise auch anderweitige romantische Beziehungen ab, wie zum Beispiel zu Lucas Goodwin, mit dem sie am Ende der ersten Staffel letztlich aber doch eine Beziehung eingeht. Zu Beginn der zweiten Staffel wird sie von Frank Underwood getötet.

### Peter Russo

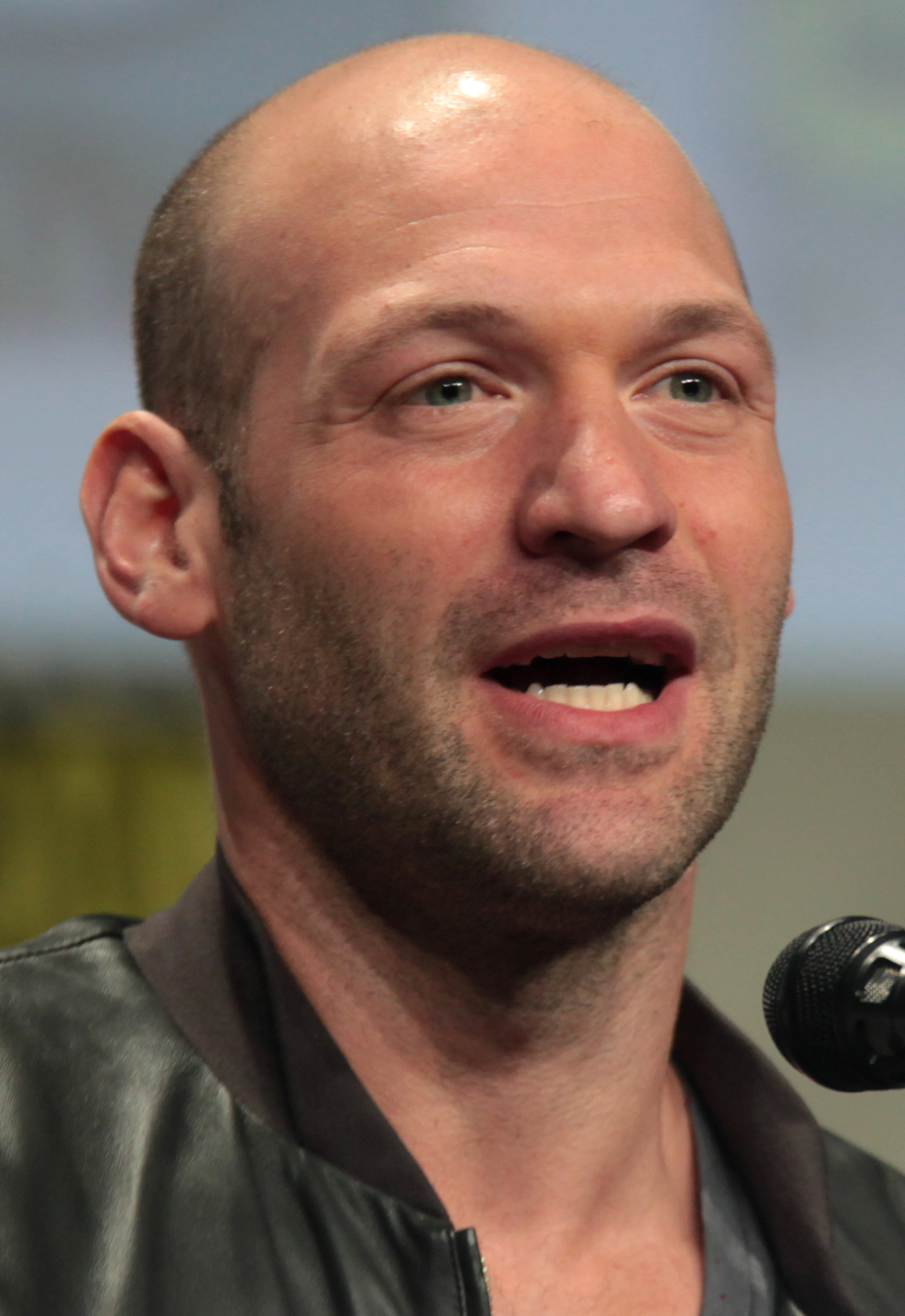
Corey Stoll spielt Peter Russo

Peter Russo ist ein demokratischer Kongressabgeordneter aus Pennsylvania. Dort kandidiert er im Laufe der ersten Staffel auch für das Amt des Gouverneurs, ehe er seine Kandidatur zurückziehen muss.
Peter ist ein extrovertierter und charmanter Politiker, der aufgrund von Prostitution sowie Drogen- und Alkoholkonsum allerdings schon einige Male mit dem Gesetz aneinandergeraten und somit leicht zu beeinflussen ist. Aufgrund der Druckmittel, die Frank gegen ihn in der Hand hat, zeigt sich Peter ihm gegenüber loyal. Peter kann sein Leben kontrollieren, sofern ihm etwas wichtig ist, wie zum Beispiel die Beziehung zu seiner Büroleiterin Christina Gallagher, seine beiden Kinder Sarah und Kevin oder seine berufliche Laufbahn. Als Familienvater agiert er liebevoll und fürsorglich. Zudem legt Peter großen Wert auf die Meinung, die andere Menschen über ihn und seine Handlungen haben. Er spricht ungern über seine Vergangenheit inklusive der Exzesse und scheitert daran, eigene Fehler zu erkennen und die Verantwortung für diese zu übernehmen. Bereits kleine berufliche Rückschläge können ihn dazu verleiten, sich dem Alkohol- und Drogenkonsum oder Frauen hinzugeben. Schlussendlich führt dies in letzter Konsequenz auch zu seinem von Frank arrangierten Tod.

### Garrett Walker

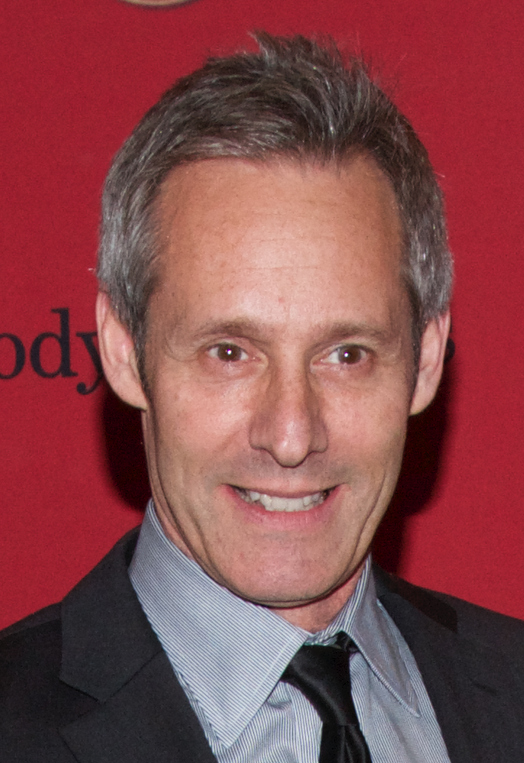
Michel Gill spielt Garrett Walker

Garrett Walker bestreitet zu Beginn der Serie seine ersten Tage als neu gewählter 45. Präsident der Vereinigten Staaten. Dieses Amt führt er bis zum Ende der zweiten Staffel aus, ehe er sich aufgrund einer Reihe von Intrigen, arrangiert von Frank, seiner Frau und später auch Raymond, zum Rücktritt gezwungen sieht und so der gegen ihn eingeleiteten Amtsenthebung zuvorkommt.
Walker ist ein intelligenter Politiker mit überzeugenden Ideen, dessen Bauchgefühl ihn tendenziell zu richtigen Entscheidungen verleitet. Unglücklicherweise stehen ihm mit Frank, den er entgegen Zusagen im Wahlkampf nicht zum Minister machte, sowie seinem Freund und Mentor Raymond zwei Manipulatoren gegenüber, die ihn aufgrund ihrer außerordentlichen Fähigkeiten auf diesem Gebiet mit Leichtigkeit beeinflussen, um ihre eigenen Interessen durchzusetzen. Deshalb erscheint Walker als schwacher Präsident, der ein empfängliches Ziel für Manipulationen darstellt und Anzeichen von Naivität und Unentschlossenheit offenbart. Lange kann er insbesondere die Machenschaften von Frank nicht durchschauen und nominiert ihn am Ende der ersten Staffel sogar für das Amt des Vizepräsidenten. Seine Familie, bestehend aus Ehefrau Tricia und zwei Kindern, ist ihm außerordentlich wichtig, weshalb er – trotz des Risikos der medialen Ausschlachtung seiner Eheprobleme – der von Claire im Hintergrund initiierten Eheberatung zustimmt. Letztendlich bedeutet dies das Ende seiner Präsidentschaft.

### Raymond Tusk

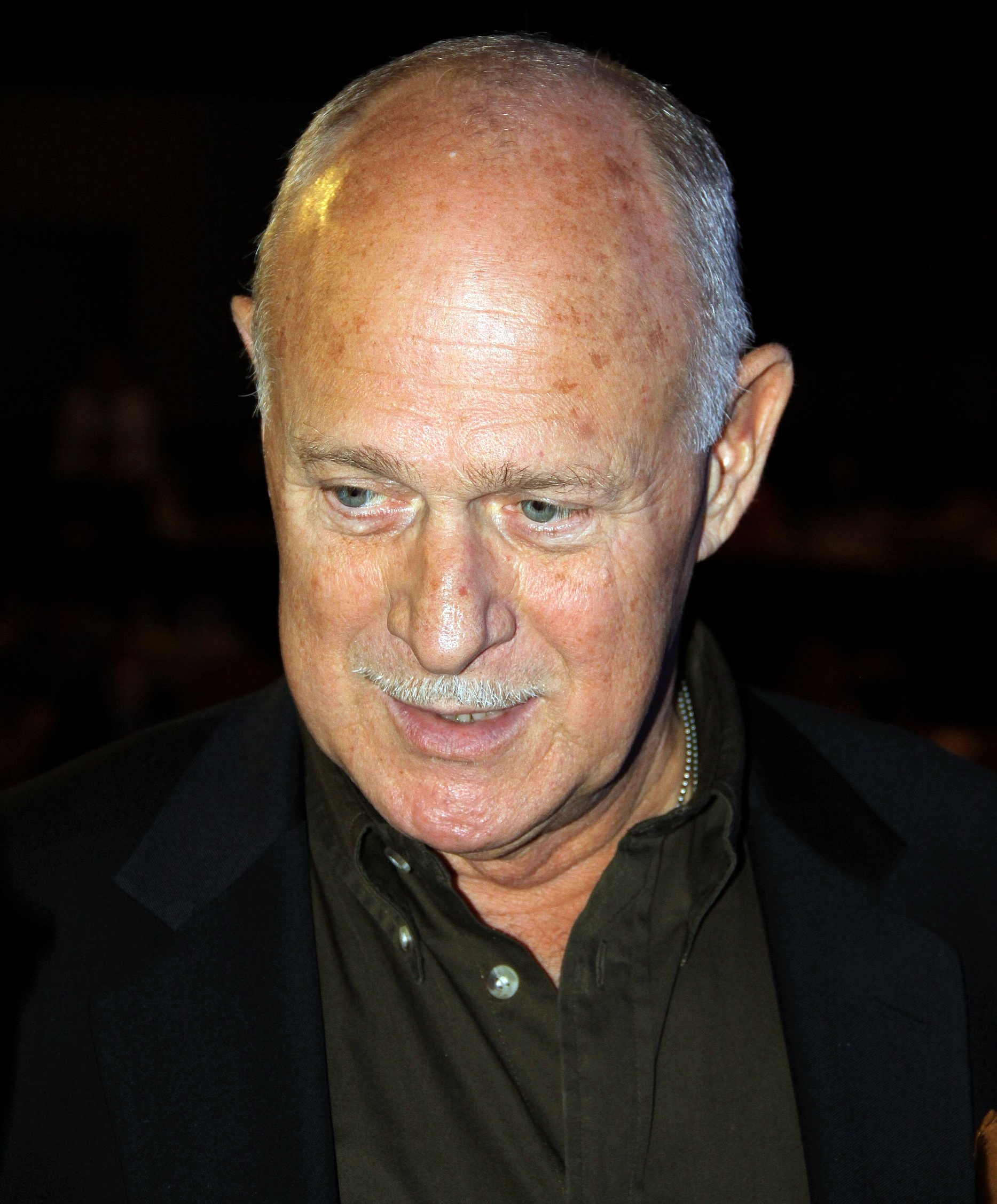
Gerald McRaney spielt Raymond Tusk

Raymond Tusk ist ein milliardenschwerer Industrieller und ein guter Freund und Vertrauter des Präsidenten Garrett Walker. Seine Ratschläge werden von Walker stets befolgt. Wie am Ende der ersten Staffel bekannt wird, sprach er sich gegenüber Walker gegen die Ernennung Underwoods zum Außenminister aus, um hierdurch seine Vorhaben durch den Kongress zu bekommen. Er hat eine Passion für das Züchten seltener Vögel.
Während er in der ersten Staffel den Eindruck eines bescheidenen und ehrlichen Unternehmers erweckt, wird im Verlauf der zweiten Staffel deutlich, dass Tusk ein skrupelloser Geschäftsmann ist, der seinen politischen Einfluss für seine Zwecke nutzt. Tusks Einfluss beim Präsidenten wird wiederum von Frank genutzt und manipuliert, um beide Kontrahenten gegeneinander auszuspielen, wodurch Tusk am Ende der zweiten Staffel im Machtkampf mit Frank unterliegt.
In der vierten Staffel wird Tusk von Claire Underwood ins Weiße Haus bestellt und hilft dieser, während ihr Mann Francis im Koma liegt, eine Krise mit Russland zu lösen.

### Heather Dunbar
Heather Dunbar hat zunächst das Amt des United States Solicitor General inne und wird am Ende der zweiten Staffel als Sonderermittlerin in den Untersuchungen bezüglich der Geldwäsche eingesetzt, die schließlich zum Rücktritt Walkers führt. In der dritten Staffel gibt sie ihre Präsidentschaftskandidatur bekannt, wodurch sie in den parteiinternen Vorwahlen der Demokraten Francis und Jackie gegenübersteht.
Dunbar wird als integre Person dargestellt, die mit ihrer Präsidentschaftskandidatur das Oval Office von Skandalen befreien möchte. Gemäß ihrem Wahlkampfmotto Balance the Scales (deutsch etwa „Ungleichheiten ausgleichen“) setzt sie sich unter anderem für faire Löhne ein. Während der Vorwahlen greift allerdings auch sie zu immer härteren Mitteln. So ist sie dazu bereit, Doug für das Tagebuch über Claires Abtreibungen einen hohen Preis zu zahlen und somit den Underwoods zu schaden. Auch lehnt sie es ab, den Platz ihres guten Freundes Robert Jacobs, eines an Alzheimer erkrankten Richters des Obersten Gerichtshofes, einzunehmen, obwohl sich Jacobs in einer Unterhaltung mit ihr nicht mehr an ihren Namen erinnern kann. Bei den Vorwahlen in South Carolina schadet sie Francis mit einem in der zweiten Staffel entstandenen Foto. Auf diesem ist Francis neben einem Darsteller des Bürgerkriegs zu sehen, der bei jener Veranstaltung in die Rolle von Francis’ Urururgroßvater schlüpfte. Letztlich verpasst Dunbar die Nominierung, nachdem sie sich mit Lucas Goodwin getroffen und dieses Treffen der Justizministerin gemeldet hat, diese dies zunächst aber nicht dem FBI.

### Will Conway

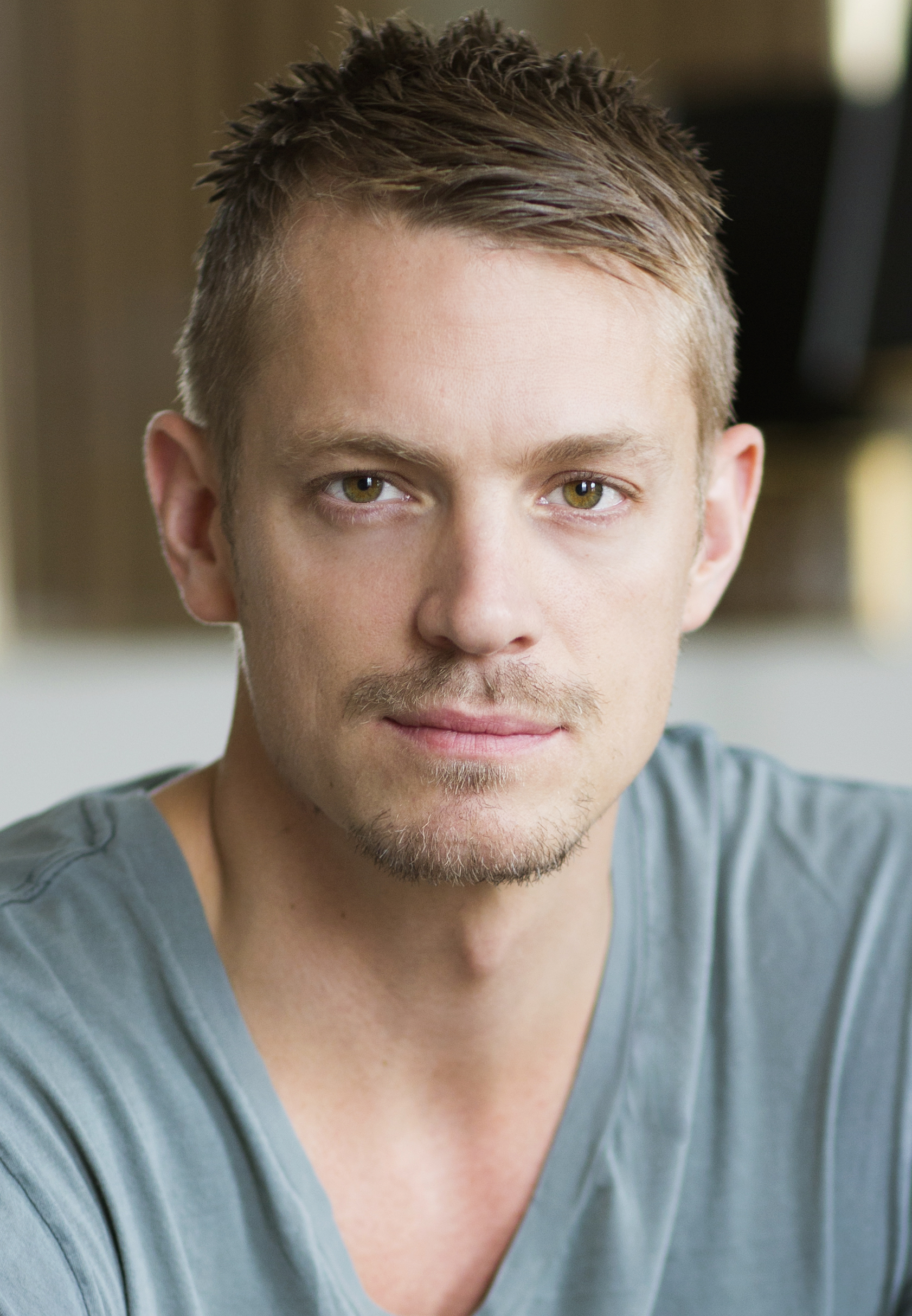
Joel Kinnaman spielt Will Conway

Will Conway ist Gouverneur von New York und republikanischer Kandidat für die Präsidentschaftswahlen 2016.
Als ehemaliger Soldat mit einem Faible für die intensive Nutzung neuer Medien, mit denen er einen großen Teil seines Familienlebens inszeniert, gilt er in den Meinungsumfragen als Favorit für das Präsidentenamt. Er ist mit der aus Großbritannien stammenden Hannah Conway verheiratet und hat mit ihr einen Sohn, Charlie, sowie eine Tochter, Lilly. Er vertritt typische republikanische Ansichten und spricht sich gegen ein regulierendes Eingreifen der Regierung, für geringere Steuern und mehr Freiheit aus. Allerdings sorgt seine Kampagne mit der Suchmaschine Pollyhop für Aufsehen, da diese Suchanfragen zu seinen Gunsten manipuliert und sein Wahlkampfteam zudem mit Wählerdaten versorgt. Letztlich rechtfertigt er dies mit seinem Verlangen, mehr über die Wähler zu erfahren. Im Gegenzug veröffentlicht er all seine zurückliegenden und zukünftigen E-Mails, Textnachrichten, Fotos und Videos.

### Nebenfiguren
- Linda Vasquez ist Stabschefin von Präsident Garrett Walker, bevor sie im Laufe der zweiten Staffel zurücktritt. Mit Francis, der ihr den Posten im Weißen Haus beschaffte, arbeitet sie zeitweise eng zusammen, sodass sie im Laufe der Zeit eine Ahnung für seine Machenschaften entwickelt. In der zweiten Staffel begegnet sie Frank zunehmend kontroverser und verlässt das Weiße Haus nach einer Meinungsverschiedenheit.
- Christina Gallagher leitet zunächst das Büro des Kongressabgeordneten Peter Russo und ist darüber hinaus seine Freundin. Nach seinem Tod arbeitet sie als persönliche Assistentin des Präsidenten Garrett Walker. Allerdings verliert Christina ihren Job, nachdem die Ehefrau des Präsidenten, Tricia Walker, ihr Unbehagen geäußert hat. Dies wurde von Claire Underwood bewusst in die Wege geleitet, indem sie empfahl, dass Christina sich mehr dem Präsidentenpaar anbieten solle, was bei Tricia auf Ablehnung stieß.
- Lucas Goodwin arbeitet zunächst als Reporter für den Washington Herald. Gemeinsam mit Janine und Zoe, mit der er später auch eine Beziehung führt, will er die Machenschaften von Underwood aufdecken. Er heuert den Hacker Gavin Orsay an, um Franks Beteiligung an Zoes Tod beweisen zu können. Das große Risiko wird ihm zum Verhängnis, sodass er in der zweiten Staffel wegen Cyberterrorismus angeklagt und inhaftiert wird. Zu Beginn der vierten Staffel erhält er einen Platz im Zeugenschutzprogramm und kontaktiert nach seiner Freilassung die Präsidentschaftskandidatin Heather Dunbar, um ihr von seinen Theorien zu berichten. Nachdem sie abgelehnt hat, verübt Lucas bei einer Wahlkampfveranstaltung einen Anschlag auf Underwood. Beim Attentat trifft er Francis, der daraufhin eine Lebertransplantation benötigt, und tötet seinen Leibwächter Edward Meechum. Dieser kann Lucas noch mit einer Kugel treffen, woraufhin auch Lucas stirbt. Seine Theorien gelangen nach seinem Tod durch einen Brief an die Öffentlichkeit, werden aber vom Weißen Haus in Person von Claire als das Werk eines psychisch kranken Mannes abgetan.

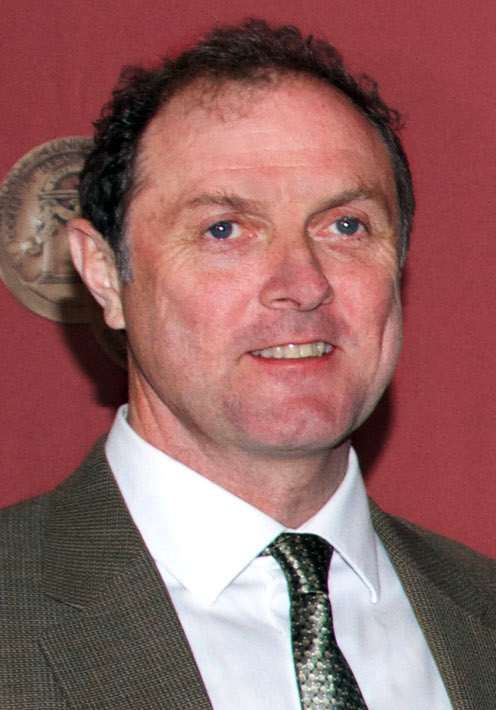
Boris McGiver spielt Tom Hammerschmidt

- Tom Hammerschmidt ist zunächst Chefredakteur des Washington Herald und der Vorgesetzte von Zoe, Janine und Lucas. Nachdem sich Margaret Tilden, die Eigentümerin der Zeitung, für den Verbleib von Zoe ausgesprochen hat, die er zuvor entlassen hatte, verliert Hammerschmidt seinen Job. In der zweiten Staffel verfasst er im Auftrag von Lucas einen Artikel über Francis’ Taten samt der Morde an Peter und Zoe. Lucas lehnt eine Veröffentlichung allerdings ab. In der vierten Staffel beginnt Tom nach Lucas’ Tod seine Recherchen erneut und stößt in Zoes früherer Wohngegend zufällig auf eine Spur. Er stützt sich wiederum nicht auf die Morde, sondern auf die Vorgänge in der Geldwäsche-Affäre, in dessen Folge Präsident Garrett Walker zurücktreten musste. Hammerschmidt kann Jackie, Remy und den ehemaligen Präsidenten Garrett Walker zu einer Aussage gegen Underwood bewegen und veröffentlicht seinen Artikel am Ende der Staffel. Da er mit seinen Recherchen dem Treiben der Underwoods und Doug Stampers immer mehr auf die Spur kommt, wird er in der letzten Staffel der Serie erschossen.
- Janine Skorsky arbeitet zunächst als Reporterin für den Washington Herald (eine Anspielung auf die Washington Post) und wechselt später zu Slugline (eine Anspielung auf Politico).[9] Sie freundet sich nach anfänglichen Schwierigkeiten mit Zoe an und hilft ihr später bei dem Versuch, die Machenschaften von Underwood aufzudecken. Nach Zoes Tod erhält sie Morddrohungen und flüchtet aus der Stadt, um sich um ihre Mutter zu kümmern und als Dozentin zu arbeiten. Wegen der Ereignisse rund um den Mord an Zoe wird sie tablettenabhängig.
- Remy Danton ist zunächst als Lobbyist für das Unternehmen SanCorp tätig, nachdem er zuvor acht Jahre lang als Pressesekretär in Francis’ Diensten gestanden hat. In der zweiten Staffel soll er im Auftrag von Raymond Tusk Schwachstellen bei den Underwoods ausmachen, bevor er in der dritten Staffel Francis als Stabschef dient. Nach einem Streit zwischen Francis und Jackie, für die er romantische Gefühle hat, tritt Remy von seinem Posten zurück. Im Rahmen von Hammerschmidts Recherchen belastet er Francis in der vierten Staffel in einem Artikel.
- Gillian Cole wird von Claire für die Wohltätigkeitsorganisation CWI angeworben. Aufgrund ihrer persönlichen Überzeugungen schlug sie zuvor ein finanziell lukratives Jobangebot von Google aus. Nach ihrer Anstellung erweist sich die Jahrgangsbeste der Stanford University zunächst als Gewinn, bis sie schließlich im Rahmen einer Kooperation mit SanCorp mit Claire aneinandergerät und gefeuert wird. Nachdem sie Claire mit einem Gerichtsprozess gedroht hat, erhält sie die Möglichkeit, Claire als Organisationsleiterin zu ersetzen, weshalb sie die Klage fallen lässt.

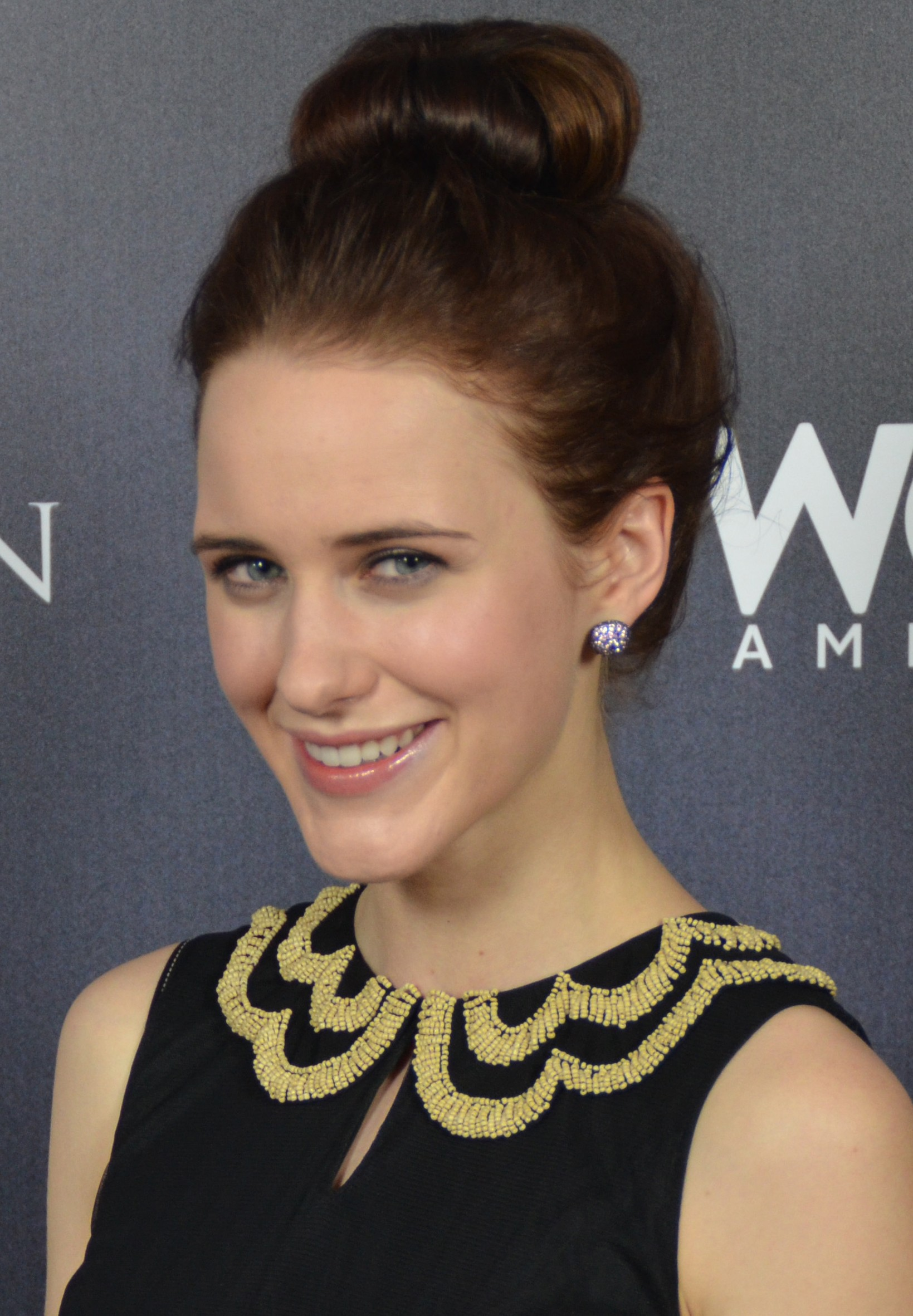
Rachel Brosnahan spielt Rachel Posner

- Rachel Posner ist zu Beginn Prostituierte und sitzt bei der Trunkenheitsfahrt ihres Kunden Peter Russo auf dem Beifahrersitz. Nachdem sie von Doug aufgespürt worden ist und Schweigegeld bekommen hat, wird sie zunehmend Opfer der Kontrollzwänge von Doug. So wird sie beauftragt, Russo vor einem Radiointerview zum Alkoholkonsum zu verleiten. In der letzten Folge der zweiten Staffel verletzt sie Doug schwer mit einem Stein am Kopf und flüchtet anschließend nach New Mexico, um unter dem Namen Cassie Lockhart ein neues Leben zu beginnen. Am Ende der dritten Staffel wird sie von Doug lokalisiert, ermordet und in einer verlassenen Gegend begraben.
- Edward Meechum dient Francis als Leibwächter. Nachdem er seine Waffe in der Öffentlichkeit abgefeuert hat und aus diesem Grund beurlaubt worden ist, erhält er von Francis eine zweite Chance und erweist sich von diesem Augenblick an als einer von Franks engsten Vertrauten. Er ist eine der wenigen Personen, für die Frank Sympathien aufweist, was schließlich sogar zu einer gemeinsamen Nacht zwischen ihm und den Underwoods führt. Beim Attentat auf Francis wird er von Lucas Goodwin getroffen und stirbt.
- Jim Matthews füllt unter Präsident Walker zunächst die Position des Vizepräsidenten aus. Matthews, der zuvor Gouverneur von Pennsylvania war und nun mit seiner neuen Rolle als Vizepräsident unzufrieden ist, unterstützt Russo in der ersten Staffel im Gouverneurswahlkampf. Nach dessen Tod wird er am Ende der ersten Staffel von Francis dazu überredet, Russo zu ersetzen und selbst zu kandidieren.
- Bob Birch ist ein demokratischer Kongressabgeordneter aus Michigan und der Sprecher des US-Repräsentantenhauses.
- Adam Galloway ist ein in New York lebender und mit Claire befreundeter Fotograf. In der ersten Staffel wird er von Claire besucht, die für einige Nächte bei ihm übernachtet. Beide lieben einander; letztlich kehrt Claire aber zu Francis zurück. In der zweiten Staffel gerät Galloway zwischen die Fronten, nachdem Raymond Tusk ein Bild von Claire, das Galloway in der ersten Staffel gemacht hatte, veröffentlicht hat.

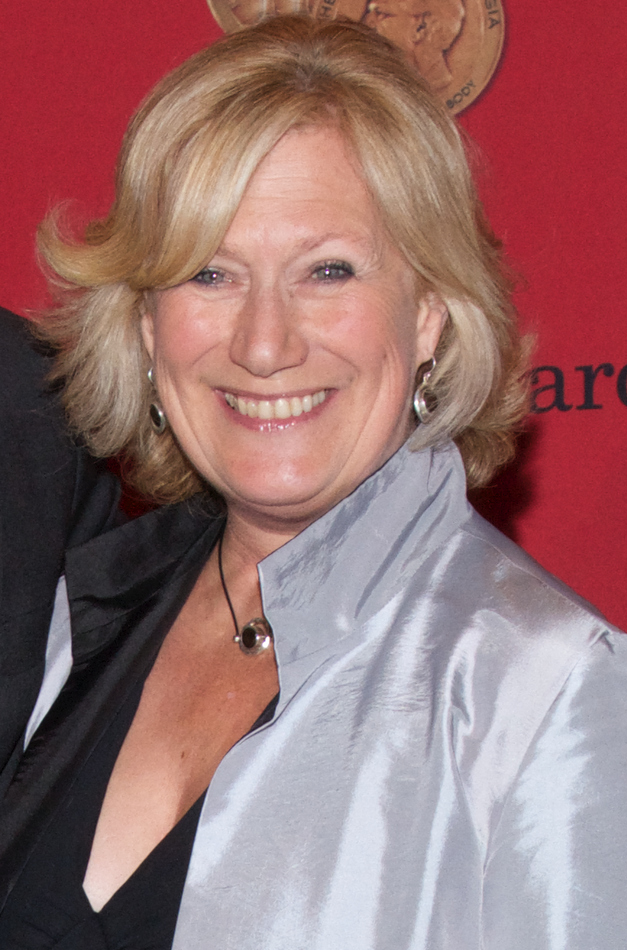
Jayne Atkinson spielt Catherine Durant

- Catherine Durant ist zunächst Senatorin des Bundesstaates Louisiana. Zu Beginn der ersten Staffel wird sie Außenministerin, nachdem sie von Francis für die Position in Stellung gebracht worden ist und sich der vom Präsidenten favorisierte Kandidat Michael Kern hat zurückziehen müssen. Von diesem Augenblick an gehört sie zu den Unterstützern der Underwoods und insbesondere von Francis, dem sie durch einige Aktionen den Weg zur Präsidentschaft ebnet. In der vierten Staffel erleidet das Verhältnis Brüche, nachdem Francis sie trotz vorheriger Absprachen nicht zur Vizepräsidentschaftskandidatin gemacht hat.
- Jackie Sharp ist eine demokratische Kongressabgeordnete aus Kalifornien und Nachfolgerin von Frank als Majority Whip des US-Repräsentantenhauses. Mit Beginn von Underwoods Präsidentschaft füllt sie die Position des „Assistant Majority Whip“ aus, ehe sie nach den verlorenen Zwischenwahlen den Titel „Assistant Minority Whip“ trägt. In der dritten Staffel kandidiert sie für das Präsidentenamt, zieht sich aber nach einer Fernsehdebatte aus dem Wahlkampf zurück und stellt sich öffentlich gegen Frank. Jackie ist eine ambitionierte Politikerin, die den Vereinigten Staaten zuvor im Irakkrieg diente. Nachdem sie die unerwartete Chance auf eine größere Machtposition ergriffen hat, wird sie aufgrund ihrer Militärvergangenheit bei ihren männlichen und weitaus erfahreneren Kollegen schnell respektiert. Frank schätzt ihren „gnadenlosen Pragmatismus“, den sie im Krieg durch die Tötung zahlreicher Zivilisten, darunter auch Frauen und Kinder, bewies.
- Nathan Green ist ein hochrangiger FBI-Mitarbeiter, der von Doug Stamper kontrolliert und erpresst wird.
- Gavin Orsay bestreitet sein Leben als Hacker und Informant, der widerwillig in Diensten des FBI steht. Sein Mitgefühl für inhaftierte und befreundete Hacker hindert ihn an seinem Verlangen, zu flüchten und ein eigenes Leben zu führen. Er flieht in der dritten Staffel mit Unterstützung von Doug nach Venezuela und wird im Staffelfinale von ihm aufgespürt, damit er Informationen über den Aufenthaltsort von Rachel preisgibt.
- Connor Ellis ist Medienberater und zuständig für die Öffentlichkeitsarbeit von Vizepräsident Francis Underwood und seiner Ehefrau Claire. Scheidet aber aus dem Amt aus, da er Differenzen mit Seth Grayson hat.
- Seth Grayson steigt als Privatdetektiv zum Pressesprecher von Vizepräsident Underwood auf, nachdem er zunächst im Auftrag von Remy Danton und Raymond Tusk gearbeitet hat. Seth entscheidet sich letztlich dafür, für Underwood zu arbeiten. Trotz seiner persönlichen Fehden mit Doug erweisen sich seine unkonventionellen Methoden den Underwoods als nützlich. In der vierten Staffel liebäugelt er mit einem Jobangebot von Heather Dunbar und lässt schädliche Informationen durchsickern, was die Beziehung zu Doug strapaziert.
- Viktor Petrov steht Frank als Präsident Russlands im Streit um das Jordantal gegenüber. Er zeigt sich als ebenbürtiger und genauso kalter Stratege wie Underwood. Seine Figur teilt einige Gemeinsamkeiten mit dem realen russischen Präsidenten Wladimir Putin.[10]
- Kate Baldwin berichtet für den Wall Street Telegraph aus dem Weißen Haus. Sie lernt den Romanautor Thomas Yates kennen und geht eine Beziehung mit ihm ein. Diese endet am Ende der dritten Staffel, da sie ihn nicht bei der Veröffentlichung des Buchauszugs unterstützen möchte.
- Thomas „Tom“ Yates ist ein erfolgreicher Romanautor, der durch das Buch Scorpio bekannt wurde. Er wird von Frank beauftragt, ein Buch über sein Jobprogramm America Works zu verfassen. Er erhält somit exklusive Einblicke in die Ehe der Underwoods und entwickelt eine enge Beziehung zu Frank und Claire. Am Ende der dritten Staffel wird sein Buchauszug von Frank abgelehnt, womit sein Engagement zunächst endet. In der vierten Staffel arbeitet er als Redenschreiber für die Underwoods. Während des Wahlkampfs entwickeln Claire und er Gefühle füreinander und beginnen eine intime Beziehung, die von Francis respektiert wird.

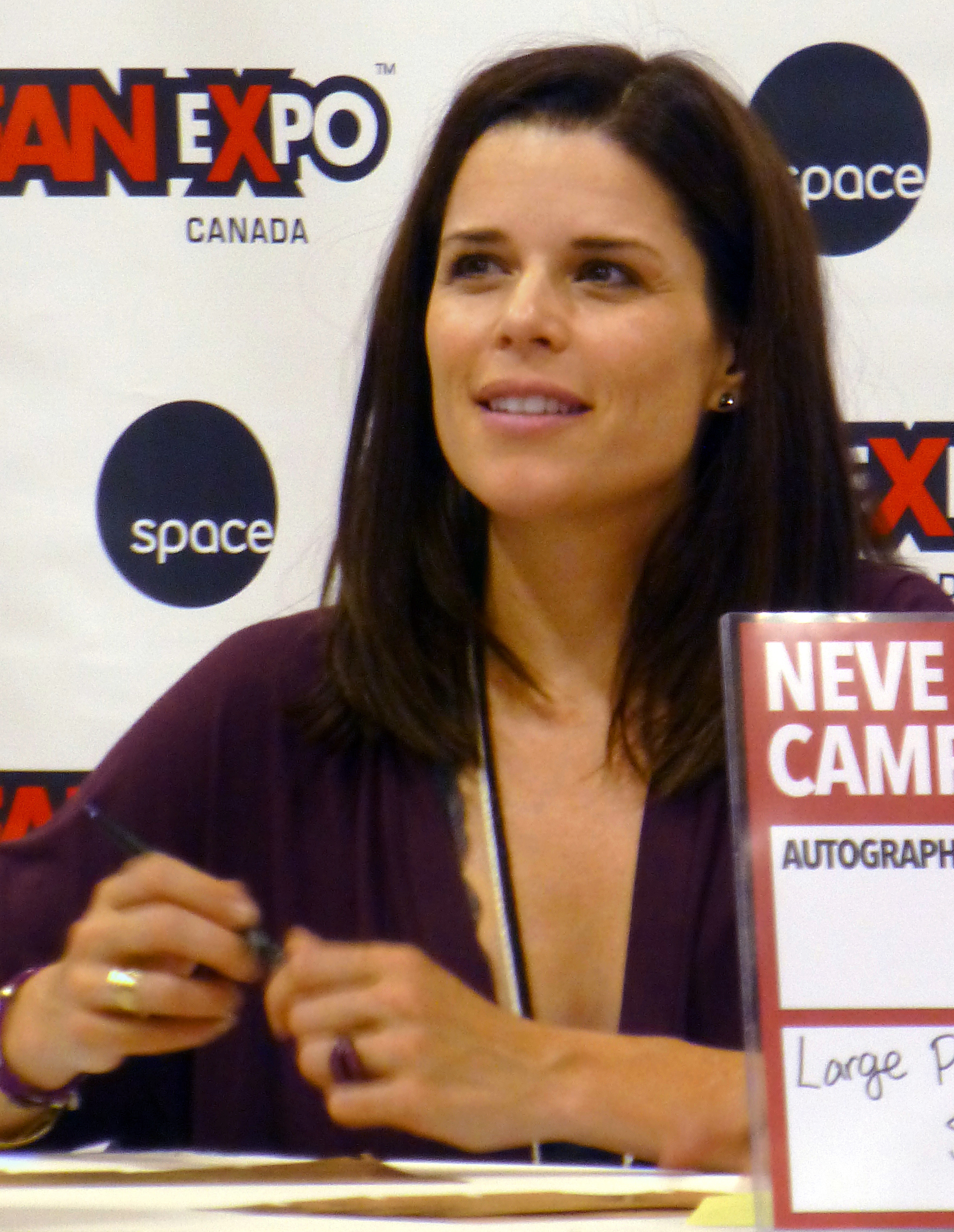
Neve Campbell spielt LeAnn Harvey

- LeAnn Harvey ist eine politische Beraterin und Wahlkampfmanagerin aus Texas. Nachdem sie zunächst Claire bei ihren politischen Ambitionen unterstützt hat, leitet sie später Francis’ Präsidentschaftswahlkampf. Als die Underwoods ihre Dienste nicht mehr benötigen und sie mit ihrem Insiderwissen sogar zu einer Gefahr wird, lässt Frank sie umbringen. Sie stirbt bei einem fingierten Autounfall.
- Hannah Conway ist die Ehefrau von Will Conway, dem republikanischen Präsidentschaftskandidaten.
- Elizabeth Hale ist Claires Mutter. Sie lebt auf einer Farm in Texas und leidet an Lymphdrüsenkrebs, wovon Claire zunächst nichts weiß. Sie hat eine Abneigung gegen Francis und unterstützt ihre Tochter nur zaghaft bei ihrer politischen Karriere. Weil sich ihr Zustand im Laufe der vierten Staffel verschlechtert, unterstützt Claire sie gemeinsam mit Tom Yates letztlich bei ihrem Ableben.
- Aidan Macallan ist ein mit LeAnn Harvey befreundeter Datenforscher, der im Auftrag von Francis Underwood das US-amerikanische Volk ausspioniert. Nachdem seine Tätigkeit aufgeflogen ist, tötet Macallan sich mit Harveys Pistole selbst.
- Sean Jeffries arbeitet als Redakteur beim Washington Herald und wird von Tom Hammerschmidt angeworben, um die Machenschaften von Francis Underwood aufzudecken.
- Alex Romero ist ein demokratischer Kongressabgeordneter aus Arizona. Er untersucht auf Wunsch von Will Conway im Rahmen eines Kongressausschusses die kriminellen Aktivitäten von Francis Underwood.
- Mark Usher ist als politischer Berater tätig und unterstützt Will Conway bei seiner Präsidentschaftskandidatur. Später schließt er sich dem Ehepaar Underwood als Berater an, wird nach Franks Tod ein enger Vertrauter von Claire und beseitigt sogar die Leiche des von ihr ermordeten Schriftstellers Tom Yates. In der letzten Staffel der Serie wird Usher Claires Vizepräsident, nimmt jedoch eine zwielichtige Rolle ein und kooperiert auch mit ihren politischen Gegnern.
- Jane Davis ist eine Angestellte des Handelsministeriums. Als Under Secretary of Commerce for International Trade hat sie zahlreiche Kontakte im Privatsektor. Davis ist eine alte Bekannte von Catherine Durant, verrät diese jedoch am Ende und trägt somit dazu bei, dass Durant ermordet werden kann. Auch Davis selbst wird später auf Anweisung von Claire beseitigt.

## Besetzung und Synchronisation
Die deutsche Synchronisation entsteht nach den Dialogbüchern von Oliver Blanck (Staffel 1), Jörg Hartung (Staffel 1), Matthias Lange (Staffeln 2 und 3) und Kathrin Gaube (Staffeln 2 und 3) und unter der Dialogregie von Inez Günther durch die Synchronfirma Scalamedia GmbH in Berlin.
Die Tabelle nennt die Schauspieler, ihre Rollennamen, die Summe der Episoden mit Auftritten in Haupt- und Neben- bzw. Gastrolle sowie ihre deutschen Synchronsprecher.
| Darsteller           | Rolle                 | Staffel | Staffel | Staffel | Staffel | Staffel | Staffel | Episoden | Deutscher Synchronsprecher                                    |
| Darsteller           | Rolle                 | 1       | 2       | 3       | 4       | 5       | 6       | Episoden | Deutscher Synchronsprecher                                    |
| -------------------- | --------------------- | ------- | ------- | ------- | ------- | ------- | ------- | -------- | ------------------------------------------------------------- |
| Kevin Spacey         | Francis J. Underwood  | 13      | 13      | 13      | 13      | 13      | –       | 65       | Till Hagen                                                    |
| Robin Wright         | Claire Hale/Underwood | 13      | 13      | 13      | 13      | 13      | 08      | 73       | Irina von Bentheim                                            |
| Michael Kelly        | Doug Stamper          | 13      | 12      | 13      | 13      | 13      | 08      | 72       | Peter Flechtner                                               |
| Kate Mara            | Zoe Barnes            | 12      | 01      | –       | 01      | –       | –       | 14       | Manja Doering                                                 |
| Corey Stoll          | Peter Russo           | 11      | –       | –       | 01      | –       | –       | 12       | Jaron Löwenberg                                               |
| Sakina Jaffrey       | Linda Vasquez         | 11      | 07      | –       | –       | –       | 01      | 19       | Franziska Pigulla (Staffel 1–2)Susanne von Medvey (Staffel 6) |
| Kristen Connolly     | Christina Gallagher   | 13      | 04      | –       | –       |         | –       | 17       | Dascha Lehmann                                                |
| Sebastian Arcelus    | Lucas Goodwin         | 08      | 06      | –       | 03      | –       | –       | 17       | Jan Makino                                                    |
| Boris McGiver        | Tom Hammerschmidt     | 05      | 02      | –       | 07      | 11      | 05      | 30       | Peter Reinhardt                                               |
| Constance Zimmer     | Janine Skorsky        | 09      | 03      | –       | 01      | –       | 06      | 19       | Victoria Sturm                                                |
| Mahershala Ali       | Remy Danton           | 07      | 09      | 11      | 06      | –       | –       | 33       | Peter Lontzek                                                 |
| Sandrine Holt        | Gillian Cole          | 09      | 01      | –       | –       | –       | –       | 10       | Debora Weigert                                                |
| Michel Gill          | Garrett Walker        | 09      | 12      | –       | 02      | 01      | –       | 24       | Frank Röth                                                    |
| Gerald McRaney       | Raymond Tusk          | 02      | 11      | –       | 02      | 01      | –       | 16       | Dieter Memel                                                  |
| Nathan Darrow        | Edward Meechum        | 10      | 11      | 11      | 03      | –       | –       | 35       | Arne Stephan                                                  |
| Dan Ziskie           | Jim Matthews          | 04      | –       | –       | –       | 02      | –       | 06       | Bodo Wolf                                                     |
| Larry Pine           | Bob Birch             | 06      | 05      | 04      | 03      | 05      | –       | 23       | Kaspar Eichel                                                 |
| Ben Daniels          | Adam Galloway         | 06      | 01      | –       | –       | –       | –       | 07       | Detlef Bierstedt                                              |
| Jayne Atkinson       | Catherine Durant      | 03      | 07      | 04      | 09      | 11      | 04      | 38       | Katharina Lopinski                                            |
| Rachel Brosnahan     | Rachel Posner         | 07      | 08      | 04      | –       | –       | –       | 19       | Peggy Pollow                                                  |
| Reg E. Cathey        | Freddy Hayes          | 07      | 04      | 03      | 01      | –       | –       | 15       | Axel Lutter                                                   |
| Molly Parker         | Jackie Sharp          | –       | 11      | 09      | 05      | –       | –       | 25       | Gundi Eberhard                                                |
| Jeremy Holm          | Nathan Green          | –       | 06      | 02      | 03      | 06      | 08      | 25       | Johannes Berenz                                               |
| Jimmi Simpson        | Gavin Orsay           | –       | 08      | 09      | –       | –       | –       | 17       | Marcel Collé                                                  |
| Derek Cecil          | Seth Grayson          | –       | 09      | 11      | 10      | 12      | 08      | 50       | Karlo Hackenberger                                            |
| Mozhan Marnò         | Ayla Sayyad           | –       | 08      | 03      | –       | –       | –       | 11       | Christin Marquitan                                            |
| Elizabeth Marvel     | Heather Dunbar        | –       | 03      | 12      | 08      | –       | –       | 23       | Andrea Solter                                                 |
| Kate Lyn Sheil       | Lisa Williams         | –       | 06      | 03      | 03      | 02      | –       | 14       | Millie Forsberg                                               |
| Malcolm Madera       | Eric Rawlings         | –       | 01      | –       | 01      | 06      | –       | 08       | Matti Klemm                                                   |
| Lars Mikkelsen       | Viktor Petrov         | –       | –       | 04      | 03      | 03      | 03      | 13       | Bernd Vollbrecht                                              |
| Kim Dickens          | Kate Baldwin          | –       | –       | 06      | 02      | 01      | –       | 09       | Katrin Zimmermann                                             |
| Paul Sparks          | Thomas Yates          | –       | –       | 09      | 06      | 12      | 01      | 28       | Stefan Gossler                                                |
| Neve Campbell        | LeAnn Harvey          | –       | –       | –       | 13      | 12      | –       | 25       | Marie Bierstedt                                               |
| Reed Birney          | Donald Blythe         | 02      | 02      | 06      | 04      | 04      | –       | 18       | Frank-Otto Schenk                                             |
| Joel Kinnaman        | Will Conway           | –       | –       | –       | 08      | 07      | –       | 15       | Dennis Schmidt-Foß                                            |
| Dominique McElligott | Hannah Conway         | –       | –       | –       | 08      | 07      | –       | 15       | Wicki Kalaitzi                                                |
| Ellen Burstyn        | Elizabeth Hale        | –       | –       | –       | 05      | –       | –       | 05       | Doris Gallart                                                 |
| Damian Young         | Aidan Macallan        | –       | –       | –       | 07      | 08      | –       | 15       | Matthias Rimpler                                              |
| Colm Feore           | Ted Brockhart         | –       | –       | –       | 05      | 07      | –       | 12       | Udo Schenk                                                    |
| Korey Jackson        | Sean Jeffries         | –       | –       | –       | –       | 13      | –       | 13       | Marios Gavrilis                                               |
| James Martinez       | Alex Romero           | –       | –       | –       | –       | 09      | –       | 09       | Nico Sablik                                                   |
| Campbell Scott       | Mark Usher            | –       | –       | –       | –       | 11      | 08      | 19       | Joachim Tennstedt                                             |
| Patricia Clarkson    | Jane Davis            | –       | –       | –       | –       | 07      | 04      | 11       | Liane Rudolph                                                 |
| Greg Kinnear         | Bill Shepherd         | –       | –       | –       | –       | –       | 08      | 08       | Uwe Büschken                                                  |
| Diane Lane           | Annette Shepherd      | –       | –       | –       | –       | –       | 08      | 08       | Arianne Borbach                                               |

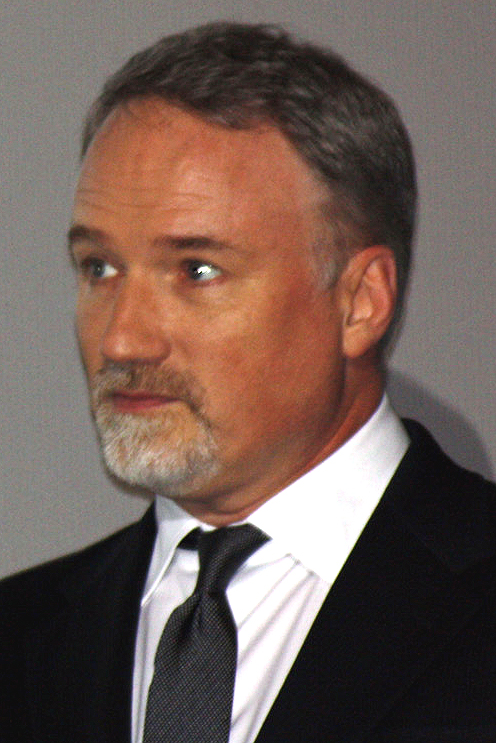
Produzent und Regisseur David Fincher

Laut Fincher war jeder Schauspieler der Hauptbesetzung die erste Wahl. Bei der ersten Leseprobe sagte er: „Jeder Einzelne von euch soll wissen, dass ihr die erste Wahl darstellt – ihr stellt die erste Wahl für diese Charaktere dar. Also versaut es nicht.“
Hauptdarsteller Kevin Spacey, der seinen letzten Auftritt in einer Fernsehserie zwischen 1987 und 1990 in der Serie Wiseguy hatte, war von Beginn an die erste Wahl für die Besetzung der Hauptfigur des Francis Underwood. Produzent Fincher und Spacey wirkten gemeinsam am Film Sieben mit und konnten daher schon auf eine lange Beziehung zurückblicken. Als Spacey das Drehbuch vorgelegt wurde, konnte er sofort eine Verbindung zur Geschichte aufbauen, was bei den Produzenten für große Erleichterung sorgte, da die Serie ohne Spacey im Zentrum des Ganzen nicht die Gleiche sein würde. Spacey spielte die Rolle des Richard III. am Old Vic Theatre, was Fincher als „großartiges Training“ bezeichnete. Zudem unterstütze Spacey die Veröffentlichung aller Folgen zum gleichen Zeitpunkt, weil er glaubte, die Veröffentlichungen von Fernsehserien würden sich in Zukunft in immer mehr Fällen in diese Richtung entwickeln. Spacey sagte: „Wenn ich meine Freunde frage, was sie am Wochenende gemacht haben, erzählen sie mir, dass sie drei Staffeln von Breaking Bad gesehen haben, oder die bisherigen zwei Staffeln von Game of Thrones“. Offiziell wurde er im März 2011 gecastet.
Robin Wright wurde von Fincher kontaktiert, als sie gemeinsam am Film Verblendung arbeiteten. Im Juni 2011 wurde sie in der zweiten Hauptrolle der Claire Underwood gecastet. Fincher verabredete sich mit ihr auf einen Kaffee und erzählte ihr, die sich vom Medium Fernsehen nicht überzeugt zeigte, von der Serie, die eine „großartige Geschichte“ mit einer „großartigen Figur“ bereithalten würde und seiner Meinung eigentlich keine Fernsehserie sei. Nach eigener Erzählung fragte Fincher sie bettelnd, ob sie das Produktionsteam mit ihrer Anwesenheit segnen würde. Nach eigener Aussage hat sich Wright die Originalserie der BBC nicht angesehen, da diese sie nicht beeinflussen sollte. Ohnehin sei ein Studium der Figur Elizabeth Urquhart nicht notwendig gewesen, da die Figur der Claire laut Fincher weitaus größer angelegt war. Auch basiere die Figur nicht auf einer Persönlichkeit. Stattdessen habe sie der Weißkopfseeadler inspiriert, den sie via YouTube studiert und dessen überzeugtes, sanftes und gleichermaßen listiges Jagdverhalten in der Folge auf Claire übertragen habe.
Kate Mara sprach im Februar 2012 für die Rolle der Zoe Barnes vor. Ihre Schwester Rooney arbeitete gemeinsam mit Fincher am Film Verblendung; Kate Mara las die betreffenden Zeilen im Drehbuch, „verliebte sich in die Figur“ und bat ihre Schwester, bei Fincher ein gutes Wort für sie einzulegen. Im folgenden Monat bekam sie den Anruf und wurde zum Vorsprechen eingeladen. Im Frühjahr des Jahres 2012 erhielt Corey Stoll die Rolle des Kongressabgeordneten Peter Russo. Michel Gill als Präsident Walker und Constance Zimmer als Journalistin Janine Skorsky wurden im März 2012 gecastet. In einem Interview beschrieb Jayne Atkinson, die die Rolle der Catherine Durant erhielt, den langwierigen Castingprozess genauer. So habe zunächst keiner der Verantwortlichen von ihrer Ehe mit Michel Gill, der später die Rolle des Präsidenten bekommen sollte, gewusst. Ihr Mann habe zudem nicht nur für seine spätere Rolle vorgesprochen, sondern auch für die Rolle des Außenministers, die einige Monate später allerdings an seine Frau vergeben wurde. Die Rolle des Journalisten Lucas Goodwin ergatterte Sebastian Arcelus im Sommer des gleichen Jahres.
Für die zweite Staffel wurden im Mai 2013 Molly Parker als Jacqueline Sharp und Samuel Page als Connor Ellis verpflichtet. Am 13. Oktober 2014 verstarb Elizabeth Norment, die bis zum Ende der zweiten Staffel die Rolle von Frank Underwoods Sekretärin Nancy Kaufberger verkörperte. Im Sommer 2015 wurde bekannt, dass Neve Campbell in der vierten Staffel zur Stammbesetzung stößt. Gleiches gilt für Colm Feore, dessen Mitwirken im September 2015 an die Öffentlichkeit gelangte. Im Februar 2016 verkündete Netflix via Twitter, dass auch Joel Kinnaman zum Cast dazustößt.
Auch für die fünfte Staffel verpflichteten die Serienmacher neue Darsteller. So wurde im Oktober 2016 bekannt, dass Patricia Clarkson und Campbell Scott zur Hauptbesetzung stoßen würden.
Am 4. November 2017 wurde bekannt, dass sich Netflix aufgrund von Belästigungs-Vorwürfen von Kevin Spacey als Hauptdarsteller komplett trennt. Die sechste Staffel wurde deshalb ohne ihn gedreht und produziert.
Im Laufe der Serie traten auch reale Persönlichkeiten aus der US-amerikanischen Medienlandschaft im Rahmen eines Cameo auf. Dazu zählen unter anderem John King (1x02, 3x11, 4x10), George Stephanopoulos (Folge 1x02, 3x11), Rachel Maddow (2x02, 2x10), Wolf Blitzer (4x04, 4x10), Soledad O’Brien (1x03), Dennis Miller (1x06), Bill Maher (1x06), Ashleigh Banfield (2x04), Chris Matthews (2x10), Sean Hannity (2x10), Chris Hayes (2x12), Morley Safer (2x13), Stephen Colbert (3x01) und Dana Bash (3x02).

## Entstehungsgeschichte

### Konzeption

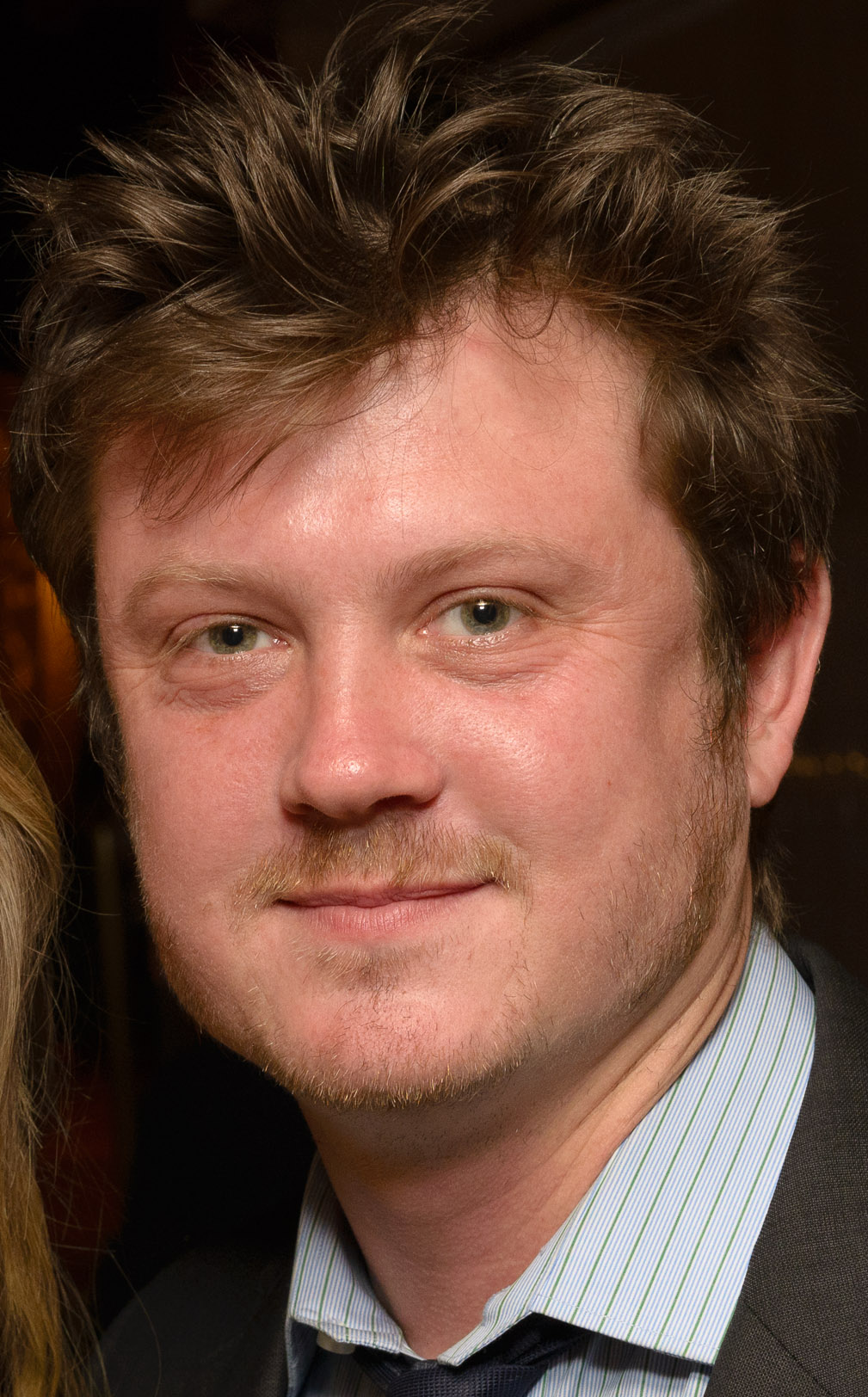
Showrunner bis zur vierten Staffel: Beau Willimon

Das eigenständige Studio Media Rights Capital erwarb die Rechte an House of Cards mit der Absicht, daraus eine Serie zu kreieren. Während sich die Produktion des Films Der seltsame Fall des Benjamin Button dem Ende näherte, wurde David Fincher von seinem Agenten die BBC-Miniserie Ein Kartenhaus vorgeführt. Fincher zeigte sich interessiert, gemeinsam mit Eric Roth eine Adaption zu produzieren. Wie er damals sagte, sei er aufgrund der Langfristigkeit an einer Fernsehproduktion interessiert gewesen. Außerdem fügte er an, dass Figuren in Filmen im Gegensatz zu Serienfiguren keine komplexen Charakterisierungen erlauben würden. „Gemäß meiner Empfindungen in den letzten zehn Jahren waren die besten Drehbücher für Schauspieler im Fernsehen angesiedelt. Also hielt ich meine Augen für etwas Langfristigeres offen“, sagte Fincher.

„Dienstagabend, 19:30 Uhr – das war einmal. Das Herz dieser Tradition wurde aufgespießt, der Kopf abgetrennt und der Mund mit Knoblauch ausgestopft. Das vom Fernsehen gezwungene Publikum existiert nicht mehr. Wenn man den Leuten die Möglichkeit des Binge Watching gibt, liegt man mit dem Glauben, dass sie es nutzen werden, nicht falsch.“

MRC kontaktierte diverse Kabelsender, unter ihnen HBO, Showtime und AMC. Netflix baute allerdings auf den Start einer eigenen Serie und überbot die anderen Interessenten. Der leitende Programmbeauftragte von Netflix, Ted Sarandos, wertete die Sehgewohnheiten der Netflix-Nutzer aus und folgerte daraus, dass es ein großes Publikum für Fincher und Spacey gab. „Es sah sehr vielversprechend aus“, sagte er, „quasi die perfekte Verkettung von Substanz und Talent.“ Bei der Suche nach einem Autor setzte Fincher voraus, dass derjenige eine „glaubwürdige Version der parlamentarischen Politik in Washington“ abbilden könne. Engagiert wurde Beau Willimon, der den Politikern Charles Schumer, Howard Dean und Hillary Clinton als Helfer diente und im Frühjahr 2011 das Drehbuch der Pilotfolge fertigstellte. Willimon, der zum ersten Mal im Frühjahr 2010 mit der Originalserie in Verbindung gebracht wurde, verliebte sich sofort in das Original und hatte zahlreiche Ideen, wie man die Serie zeitgemäß gestalten und an die amerikanische Kultur anpassen könnte. Er sah die Möglichkeit, aus der ursprünglichen BBC-Vorlage eine komplett neue Serie zu kreieren und darüber hinaus die Gesamtstory zu vertiefen.

„Streaming ist die Zukunft. Das Fernsehen wird in fünf Jahren nicht das Fernsehen von heute sein… jeder wird streamen.“

Im März 2011 wurde das Projekt mit Kevin Spacey als Darsteller und Executive Producer angekündigt. Verlautbart wurde außerdem, dass Fincher bei den ersten beiden Folgen Regie führen und das Drehbuch dieser Folgen aus den Federn von Willimon stammen würde. Netflix bestellte direkt zwei Staffeln, insgesamt bestehend aus 26 Folgen. Spacey bezeichnete Netflix’ Modell der gleichzeitigen Veröffentlichung aller Folgen als „neue Betrachtungsweise.“ Er fügte an, dass Netflix’ Zusage für zwei ganze Staffeln der Serie zu einer größeren Kontinuität verhalf. „Wir wissen ganz genau, wo wir hinwollen“, sagte Spacey. In einer Rede auf dem Edinburgh International Television Festival merkte er zudem die Forderung anderer Kabelsender an, die – mit Ausnahme von Netflix – eine Pilotfolge beanspruchten. Netflix vertraute einzig auf seine Statistiken und bestellte direkt die ganze Serie.
Zu den Kosten der ersten beiden Staffeln existieren verschiedene Aussagen. Peter Micelli, ein Agent der Künstleragentur CAA, schätzte die anfänglichen Kosten pro Episode auf 4,5 Millionen US-Dollar. Durch Regisseur und Produzent David Fincher seien die Produktionskosten allerdings weit über diesen Wert hinausgegangen. Berichte diverser Medien, die von insgesamt 100 Millionen US-Dollar für die ersten beiden Staffeln ausgingen, wollte Produzent Kevin Spacey nicht bestätigen oder dementieren.

### Drehbuch
Als die Produzenten die Partnerschaft mit Netflix abschlossen, waren Dreharbeiten zunächst nicht möglich, da Hauptdarsteller Kevin Spacey auf einer Welttournee das Theaterstück Richard III. präsentierte. Willimon und sein Team entschieden sich daher, die Drehbücher der gesamten ersten Staffel zu schreiben, bevor die Dreharbeiten beginnen würden. Willimon engagierte einige Drehbuchautoren und organisierte ein Haus mit drei Stockwerken im kalifornischen Venice. Er lebte in der obersten Etage, während im Erdgeschoss am Drehbuch gearbeitet wurde. Nach sieben Monaten hatte das Autorenteam die Drehbücher für die dreizehn Episoden der ersten Staffel fertiggestellt, sodass der Handlungsverlauf der Staffel schon vor den Dreharbeiten ausgearbeitet war.
Allerdings nahm Willimon auch während der Dreharbeiten Änderungen am Drehbuch vor, sodass einige Handlungsstränge komplett entfernt oder überarbeitet wurden. So wurden die Charaktere Peter Russo und Rachel Posner und deren Handlungsfäden während der Dreharbeiten revidiert. Russo, gespielt von Corey Stoll, war laut Willimon immer als wichtige Figur eingeplant und auch sein Ableben war für die elfte Episode vorgesehen, doch er sollte nie als Gouverneur kandidieren. Dieser Handlungsstrang, der zunächst für eine andere Figur vorgesehen war, wurde auf Russo übertragen, nachdem dieser bei den Dreharbeiten die ursprünglich hohen Erwartungen sogar übertroffen hatte. Willimon wollte Stoll so oft wie möglich in Szene setzen, sodass dieser mehr Szenen mit Hauptdarsteller Kevin Spacey und dessen Hauptfigur Francis Underwood bekam, was die Beziehungen beider Figuren vertiefte und den Absturz Russos stärker hervorhob.
Die Figur der Rachel Posner, gespielt von Rachel Brosnahan, sei „in den ersten Episoden nicht mehr als ein Callgirl“ gewesen. Sie habe nicht mal einen Namen gehabt, wie auch in den Credits zu sehen ist, und eine Rückkehr war nicht vorgesehen. Willimon fragte sich allerdings im Rahmen seiner Überlegungen zu Peter Russo, wie man Russos Absturz noch dramatisieren könnte, und kam auf Rachel zurück, die der Zuschauer schon aus der ersten Folge kennen würde und die daraufhin von den Autoren weiterentwickelt wurde. Wie bei Russo spielte auch bei Rachel das Talent der Darstellerin eine wichtige Rolle, sodass die Figur Interesse weckte und auch vermehrt Einfluss auf die Geschichten anderer Charaktere nahm, was die erste Staffel gemäß Willimon „enorm verbessert“ habe.
Vor der Produktion einer neuen Staffel entwickeln die Autoren eine sogenannte show bible, ein 50 bis 60 Seiten langes Dokument, das die Figuren und Entwicklungen einer Staffel zusammenfasst. Die Entwicklung dieses Dokuments beginnt mit einer Tafel und ungefähr dreizehn Spalten für die jeweiligen Episoden. Über einen Zeitraum von sechs Wochen wird darüber entschieden, was mit einer Figur und dem Handlungskonstrukt passiert. Dies wird letztlich in der show bible festgehalten, auf die sich das Autorenteam beim Schreiben jeder Episode einer Staffel bezieht.

### Dreharbeiten
Staffel 1
Die Dreharbeiten für die erste Staffel begannen im Frühling 2012 im an der Ostküste der Vereinigten Staaten gelegenen Harford County, Maryland.
Die Außenszenen wurden hauptsächlich in der ungefähr 40 Kilometer von Washington, D.C. entfernten Stadt Baltimore, Maryland gedreht. Zu den zahlreichen in Baltimore gedrehten Außenszenen, die Washington, D.C. porträtieren sollen, gehören der Wohnsitz der Underwoods (Lage), die Wohnung von Zoe Barnes (Lage), Freddy’s BBQ Joint (Lage), das Gebäude der Clean Water Initiative (Lage), das Hotel Cotesworth aus der Episode Die Spendengala (Lage) und das Opernhaus aus der Episode Das Spiel beginnt (Lage). Gleiches gilt für die Büroräume des Washington Herald, das Georgetown Hotel und mehrere Restaurants, darunter Werner’s Bar, Tio Pepe’s und die Bar DuPont Circle. Auch viele Szenen, die außerhalb von Washington spielen, wurden in Baltimore gedreht. Dazu zählen zum Beispiel Szenen für die Wahlkampftournee von Peter Russo in Pennsylvania und die fiktive Militärakademie The Sentinel im Bundesstaat South Carolina.
Ein großer Teil der Innenaufnahmen wurde in einer Lagerhalle in Joppa, Maryland gedreht. Auf einem Raum von 5 Acres, umgerechnet knapp über zwei Hektar oder der Größe eines Fußballfelds, wurden unter anderem die Räumlichkeiten des Kongresses und des Weißen Hauses nachgebaut. So auch das Oval Office, das maßstabsgetreu rekonstruiert wurde. Der im Oval Office liegende Teppich mit dem Siegel der Vereinigten Staaten wurde von dem Unternehmen produziert, das auch den Teppich des echten Oval Office gefertigt hat. Für den Wohnsitz der Underwoods diente ein Wohnhaus in Baltimore als Vorlage. Dieses wurde zwar maßstabsgetreu nachgebaut, die Außenszenen wurden allerdings vor jenem Haus in Baltimore gedreht. Allerdings existierte für jedes der drei Stockwerke ein eigenes Set, sodass keine direkte räumliche Verbindung zwischen den Stockwerken bestand. Darüber hinaus einigte man sich mit der Baltimore Sun auf Dreharbeiten in den Büroräumen der Tageszeitung in Baltimore. Dort finden in der Serie die Büros der fiktiven Tageszeitung Washington Herald ihren Platz.
Staffel 2
Die Dreharbeiten für die zweite Staffel begannen Ende April 2013 und endeten im November 2013. Auch in der zweiten Staffel wurden viele Außenszenen in Baltimore gedreht. Für die U-Bahn-Station Cathedral Heights aus der ersten Episode stand die Station Charles Center der Baltimore Metro ein. Für die letzte Episode wurde im Camp Puh’Tok in Munkton, Maryland gedreht, um das Erholungsgebiet des Präsidenten, Camp David, abzubilden. Das Gelände der Ladew Topiary Gardens, ebenfalls in Munkton gelegen, diente in der siebten Folge als Schauplatz für die chinesische Hauptstadt Peking. Im Rahmen der Dreharbeiten wurden auch einige Änderungen vorgenommen, um der Anlage ein asiatisches Ambiente zu verleihen. Auch das Abgeordnetenhaus von Maryland diente der zweiten Staffel für zwei Episoden als Drehort. Im Rahmen der fünften Folge wurde auch im Patapsco Valley State Park gedreht. Der Park diente als Schauplatz der Feierlichkeiten bezüglich des Bürgerkriegs.
Staffel 5
Für Dreharbeiten der fünften Staffel wurden Ende Juni und im Juli 2016 Darsteller für kleinere Rollen gesucht. Auch fanden Dreharbeiten in Baltimore, Maryland statt. In der Folgewoche wurden Dreharbeiten an einer verlassenen Tankstelle in Churchville, Maryland abgehalten. In einem Interview im August 2016 sagte Michael Kelly, dass gerade die ersten beiden Episoden der fünften Staffel am Stück gedreht würden. Ebenfalls im August berichtete Joel Kinnaman in diversen sozialen Netzwerken von seinen ersten Eindrücken zum Drehbuch der dritten Episode.
Steuervergünstigungen
Gemäß dem Maryland Film Office gewährte der Bundesstaat Maryland der Produktionsfirma Media Rights Capital Steuergutschriften in Millionenhöhe, um einen Teil der Produktionskosten zu subventionieren.
- Für die erste Staffel wurden Gutschriften in Höhe von 11,6 Millionen US-Dollar erlassen. Die Produktionskosten beliefen sich auf insgesamt 63 Millionen Dollar. Mehr als 1600 Unternehmen und 2200 Bürger aus Maryland waren in den Dreharbeiten involviert. Dies brachte dem Bundesstaat Einnahmen in Höhe von 138 Millionen Dollar ein.
- Für die zweite Staffel erließ der Bundesstaat Maryland Gutschriften in Höhe von 15 Millionen US-Dollar, während sich die Produktionskosten auf insgesamt 55 Millionen beliefen. Fast 2000 Unternehmen und mehr als 3700 Menschen wurden in die Dreharbeiten eingebunden, was der Volkswirtschaft Einnahmen in Höhe von 120 Millionen Dollar einbrachte.
- Vor der Produktion der dritten Staffel äußerte die Produktionsfirma durch einen Brief die Absicht, erneut in Maryland drehen zu wollen. Sie schätzte die Kosten und den Einfluss auf die Volkswirtschaft ähnlich hoch wie für die zweite Staffel. Demnach würde die Serie „einen Anspruch auf Steuervergünstigungen in Höhe von bis zu 15 Millionen Dollar“ haben.

### Marketing
Staffel 4
Den Veröffentlichungstermin für die vierte Staffel machte Netflix mittels eines Werbespots publik, der am 15. Dezember 2015 während einer Fernsehdebatte der Republikaner im Rahmen des realen US-Präsidentschaftswahlkampfes ausgestrahlt wurde. Zeitgleich wurde von Netflix die Internetseite fu2016.com öffentlich gemacht, die an die Kampagnenseiten der wirklichen Präsidentschaftskandidaten angelehnt ist. Besucher können Wahlkampfsticker und Poster herunterladen sowie ein modifiziertes Profilbild für soziale Netzwerke erstellen. Auch finden sich auf der Seite die neusten Trailer zur Staffel. Der offizielle Trailer wurde im Februar 2016 veröffentlicht und knüpft an die sich in der dritten Staffel offenbarenden Eheprobleme zwischen Francis und Claire an. Ebenfalls im Februar 2016 organisierte Netflix einen Wahlkampfstand in Greenville, South Carolina, ganz in der Nähe von Underwoods Heimatort Gaffney. An dem Stand konnten Fans der Serie Sticker und T-Shirts ergattern.
Im Vorfeld der vierten Staffel schuf der britische Künstler Jonathan Yeo ein Gemälde des Hauptdarstellers Kevin Spacey in seiner Rolle als Francis Underwood. Das Bild ist seit Februar 2016 für 18 Monate in der Smithsonian National Portrait Gallery, in dessen Hall of Presidents auch Porträts realer Präsidenten zu finden sind, ausgestellt. In einem von Netflix veröffentlichten Video, das im Stil der Serie gehalten ist, ist zu sehen, wie Underwood in den Hallen des Weißen Hauses die Gemälde einiger vergangener Präsidenten passiert. Zu sehen sind in dem ungefähr dreiminütigen Clip die Porträts von Abraham Lincoln, George Washington, Dwight D. Eisenhower, George H. W. Bush und Ronald Reagan. Anschließend ist die Anreise Underwoods zum Event sowie die Enthüllung des Gemäldes zu sehen.
Die vierte Staffel wird im Vorfeld für einen Zeitraum von ungefähr vier Wochen in der Washington Metro beworben. Insgesamt sind im U-Bahn-System der Stadt Washington, D.C. 245 Werbeerzeugnisse zu finden: 45 Poster sind über die einzelnen Stationen der Stadt verteilt, während weitere 200 Plakate in den U-Bahnen angebracht sind. Die Motive der Plakate sind an eine in einer U-Bahn-Station spielenden Szene aus der zweiten Staffel der Serie angelehnt, in der die Hauptfigur, der designierte Vizepräsident Francis Underwood, die Reporterin Zoe Barnes vor eine einfahrende U-Bahn stößt. So steht auf einem Plakat der Satz A push in the right direction, was sich mit Ein Stoß in die richtige Richtung übersetzen lässt.

## Veröffentlichung

### Fernsehausstrahlung
Ausstrahlung im Free-TV
Im deutschen Free-TV liegen die Rechte bei der ProSiebenSat.1 Media. Die Ausstrahlung der ersten Staffel begann am 6. November 2013 bei ProSieben Maxx. Inklusive der ersten Episode wurden an jedem Mittwochabend zwei Folgen in der englischen Originalfassung mit deutschen Untertiteln gesendet. Der Marktanteil in der werberelevanten Zielgruppe der 14- bis 49-Jährigen überstieg allerdings nie den Wert von 0,4 %. Bei Sat.1 begann die Ausstrahlung am 10. November 2013. So war es geplant, jeden Sonntagabend nach 23 Uhr eine Episode auszustrahlen. Die erste Episode verschaffte dem Sender einen Marktanteil von 6,8 %. Im Schnitt waren es bei den ersten vier Episoden weniger als 7,5 %. Am 6. Dezember, zwischen der Ausstrahlung der vierten und der fünften Episode, entschied sich Sat.1 dafür, die Ausstrahlung der Staffel zu verkürzen. Während die Episoden 5, 6 und 7 noch planmäßig gesendet wurden, erfolgte die Ausstrahlung der restlichen sechs Episoden am 29. Dezember. Diese liefen am Stück, sodass das Staffelfinale am frühen Montagmorgen präsentiert wurde. Den ursprünglichen Sendeplatz im neuen Jahr am späten Sonntagabend nahmen Wiederholungen der Serie Criminal Minds ein. In Österreich wurde die Serie ab dem 10. November 2013 sonntags nach 23 Uhr im Zweikanalton auf ORF eins ausgestrahlt. In der Schweiz zeigte SRF 1 die Serie im Zweikanalton ab dem 11. November 2013 immer montags vor Mitternacht.
Die zweite Staffel wurde in Deutschland am 5. und 6. September 2014 bei ProSieben Maxx als Binge-Watching-Event ausgestrahlt. Die Ausstrahlung der dritten Staffel erfolgte vom 21. bis 24. September 2015 jeweils ab kurz nach 22 Uhr auf ProSieben Maxx. Dort erreichte die Serie in der werberelevanten Zielgruppe der 14- bis 49-Jährigen in der Spitze einen Marktanteil von 1,8 Prozent. Durchschnittlich bewegte sich die Serie mit 0,9 Prozent und 40.000 Zuschauern in dieser Zielgruppe insgesamt 0,2 Prozent unter dem Senderdurchschnitt. Die vierte Staffel wurde ab dem 31. Oktober 2016 erneut als Event-Programmierung innerhalb von vier Tagen bei ProSieben Maxx ausgestrahlt.
In Österreich wurde die dritte Staffel ab dem 28. September 2015 jeweils montags auf dem Sender ORF eins ausgestrahlt. Die Ausstrahlung um kurz vor Mitternacht wurde vom Sender mit der auf Dauer eingeschränkten Zielgruppe begründet, die die detailreiche Darstellung des politischen Geschehens generieren könne. Als weiterer Grund wurde die „sehr in die Tiefe der US-amerikanischen Innenpolitik“ gehende Handlung genannt. Die erste Folge der dritten Staffel erreichte einen Marktanteil von 5 Prozent und eine Reichweite von 35.000 Zuschauern. Die Ausstrahlung der zweiten Folge steigerte sich trotz gleicher Sendezeit um 23:45 Uhr und wurde von insgesamt 57.000 Zuschauern gesehen. Dies machte einen Marktanteil von 7 Prozent aus.
Ausstrahlung im Pay-TV
Für Deutschland hat sich der Pay-TV-Sender Sky Atlantic HD die Ausstrahlungsrechte gesichert. Demnach liegen die exklusiven Ausstrahlungsrechte über alle Plattformen für jede Staffel für sechs Monate exklusiv bei Sky. Die Ausstrahlung der ersten Staffel erfolgte zwischen dem 4. Februar und 29. April 2013.
Die dritte Staffel strahlte Sky Atlantic HD zwischen dem 13. März und 5. Juni 2015 aus. Der Ausstrahlung der ersten Folge wohnten insgesamt 20.000 Zuschauer bei, was einem Marktanteil von 0,1 Prozent entspricht. Die Hälfte der Zuschauer wurde in der Zielgruppe der 14- bis 49-Jährigen erreicht. Die Veröffentlichung über die Online-Mediathek Sky Go, die zeitgleich mit dem globalen Release am 28. Februar 2015 erfolgte, verzeichnete allein am ersten Tag ungefähr 17.000 Abrufe. Dies markierte senderintern einen neuen Rekord.
Auch die Episoden der vierten Staffel wurden beginnend mit dem 4. März 2016 wöchentlich und wahlweise im englischen Originalton sowie in der deutschen Synchronfassung auf Sky Atlantic HD ausgestrahlt. Wie schon bei den vorherigen Staffeln stand die komplette Staffel ab dem 4. März über diverse Plattformen von Sky im englischen Originalton zur Verfügung, darunter in der Online-Mediathek Sky Go. Jeweils einen Tag nach der Erstausstrahlung bei Sky waren die neuen Folgen der vierten Staffel auch bei Amazon Prime erhältlich.
Sky hält auch die Rechte an der fünften Staffel. Die Erstausstrahlung der ersten Episode erfolgte am 30. Mai 2017 auf Sky Atlantic HD. Beginnend mit diesem Datum wurden an jedem Dienstagabend zwei neue Episoden ausgestrahlt. Im Vergleich zu den vorherigen Staffeln nahm Sky bei der Veröffentlichung der Staffel in seiner Online-Mediathek Sky Go eine Änderung vor. So wurden am 30. Mai alle Episoden wahlweise in englischem Originalton oder mit deutscher Synchronisation zur Verfügung stehen. Bei den vorherigen Staffeln veröffentlichte Sky die deutschen Synchronfassungen zeitgleich mit der Erstausstrahlung auf Sky Atlantic HD. Die sechste Staffel wird wieder in Doppelfolgen auf Sky Atlantic HD ausgestrahlt, die komplette Staffel wurde jedoch bereits am 2. November 2018 online auf Deutsch und Englisch veröffentlicht.

### DVD/Blu-ray-Vertrieb
Die Serie wird in Deutschland seit Dezember 2013 auf DVD und Blu-ray vertrieben. Nachdem die erste Staffel ohne übliche Extras verkauft worden war, hielt die Veröffentlichung der zweiten Staffel Bonusmaterial in Form kurzer Clips bereit, deren Länge zwischen 4 und 18 Minuten variiert. Beleuchtet werden die Hintergründe und Motive der Serie, die direkte Ansprache an den Zuschauer, die Umsetzung des britischen Originals, das Drehbuch der Serie sowie die Produktion einer Folge.
| Land               | Staffel 1         | Staffel 2         | Staffel 3       | Staffel 4         | Staffel 5       |
| ------------------ | ----------------- | ----------------- | --------------- | ----------------- | --------------- |
| Vereinigte Staaten | 11. Juni 2013     | 17. Juni 2014     | 7. Juli 2015    | 5. Juli 2016      | 3. Oktober 2017 |
| Großbritannien     | 10. Juni 2013     | 16. Juni 2014     | 29. Juni 2015   | 4. Juli 2016      | 2. Oktober 2017 |
| Deutschland        | 17. Dezember 2013 | 4. September 2014 | 1. Oktober 2015 | 8. September 2016 | 5. Oktober 2017 |

### Andere Veröffentlichungsformen
Soundtrack
Am 5. April 2013 wurde in Deutschland der von Jeff Beal komponierte Soundtrack der ersten Staffel veröffentlicht. Der Soundtrack der zweiten Staffel, ebenfalls komponiert von Jeff Beal, erschien am 27. Juni 2014.
Die digitale Veröffentlichung des Soundtracks zur dritten Staffel erfolgte am 11. September 2015, während die CD-Veröffentlichung für den 2. Oktober 2015 vorgesehen ist. Gemäß Komponist Jeff Beal hatten „die kräftigen Handlungsstränge rund um America Works und die Gespräche über den Nahen Osten mit dem russischen Präsidenten Petrov ihren eigenen Klang.“ Beal erklärte zudem, die Staffel sei äußerst wichtig für die Ehe von Frank und Claire. Der Handlungsbogen der Staffel und somit auch das zerfallende Vertrauensverhältnis der Underwoods zueinander hätten im Soundtrack ein eigenes Sprachrohr benötigt. Nach eigener Aussage weitete Beal für den Soundtrack der dritten Staffel den Einsatz opernartiger Sopranstimmen aus: „Irgendwie machte es den Anschein, als würde dies ein großartiger Sound für Claires aufkeimende Macht und Stärke sein.“ Beal habe diesen Klang insbesondere in der letzten Folge der Staffel verwendet.
Online-Verfügbarkeit
In Deutschland bietet der SVoD-Anbieter Netflix die Serie über seine Plattform an. Neue Staffeln werden dort nach sechs Monaten veröffentlicht, da Sky Deutschland für diesen Zeitraum die Ausstrahlungsrechte besitzt. Die dritte Staffel, deren Veröffentlichung im Februar 2015 erfolgte, wurde bei Netflix im August 2015 ins Programm aufgenommen.
Bei den Diensten Amazon Instant Video, Maxdome und iTunes Store können, je nach Dienst, einzelne Folgen oder ganze Staffeln für einen begrenzten Zeitraum geliehen oder für einen unbegrenzten Zeitraum käuflich erworben werden.

## Rezeption

### Rezensionen
House of Cards wurde bereits im Vorfeld der Ausstrahlung positiv aufgenommen. Die erste Staffel erreichte bei Rotten Tomatoes 86 %, die zweite Staffel stieß bei 88 % auf positive Zustimmung, die dritte Staffel bei 78 % und die vierte Staffel erreichte 88 %. Bei Metacritic erreichten die erste, dritte und vierte Staffel eine Punktzahl von 76, die zweite Staffel erzielte mit 80 Punkten die beste Bewertung. Zur ersten Staffel lautete der Kritikerkonsens bei Rotten Tomatoes: „Unterfüttert mit überzeugenden Leistungen der Darsteller – insbesondere von Kevin Spacey – und verlässlicher Regie, ist House of Cards ein raffiniertes und fesselndes Drama, das Fernsehproduktionen möglicherweise neu definiert.“
Auch in Deutschland zeigten sich die Kritiker weitgehend positiv gestimmt. So lobte Michael Hanfeld in der Frankfurter Allgemeinen Zeitung (2013) die Figur des Frank Underwood, der von Kevin Spacey mit „diabolischer Inbrunst“ gespielt werde. Dass Underwood die Zuschauer durch seine direkte Ansprache zu Komplizen macht, gebe der Geschichte „bösen Witz“ sowie „Ironie, Tempo und Kraft“. Die Dialoge beschrieb Hanfeld als „gestochen scharf“, das Gesamtkonzept der Serie als „Kino und Theater im Fernsehen in einem“. Joachim Huber bezeichnete im Tagesspiegel (2013) das Schauspiel von Kevin Spacey als „großes Vergnügen“ und die dazugehörige Rolle des Francis Underwood als „sagenhaft“. Jürgen Schmieder kritisierte in der Süddeutschen Zeitung (2015) die Fortsetzung der Serie nach dem Ende der zweiten Staffel. Die Geschichte hätte enden müssen, als US-Präsident Underwood „triumphierend in die Kamera blickt und zweimal mit dem Ring auf den Tisch klopft“.
Ed Power vom Daily Telegraph (2016) lobte in einer Vorabkritik die vierte Staffel und gab ihr vier von fünf möglichen Sternen. Dem Showrunner Beau Willimon sei es gelungen, Frank Underwood wieder aus der Defensive heraus agieren zu lassen, was Power als den „Glücksbringer“ der Serie bezeichnet. Kevin Spaceys leidenschaftliche Verkörperung der männlichen Hauptfigur, die laut Power als „böse Kraft der Natur“ wirkt, werde zunehmend besser. Zudem sei Robin Wright in ihrer Rolle als Claire „nie besser“ gewesen. Die neue Figur der Strategin Leann Harvey, gespielt von Neve Campbell, beschreibt Power als „schonungslos“ und „brauchbare Kontrastfigur“. Anhänger der Serie würden mit Sicherheit jeden finsteren Moment der insgesamt „triumphalen Rückkehr“ genießen.
Auch vor der Veröffentlichung der fünften Staffel beschäftigten sich die Medien mit der Serie. So wurde die Serie im Vorfeld verstärkt mit den realpolitischen Gegebenheiten unter dem realen US-Präsidenten Donald Trump verglichen, der vier Monate vor der Veröffentlichung der Staffel ins Amt eingeführt wurde. CNN titelte, die Serie werde sich wieder mehr dem Streben nach Macht widmen. So gehe es um Themen wie den negativen Seiten von Parteilichkeit und den Einfluss düsteren Geldes. Autor Brian Lowry kritisiert allerdings, dass der Wahlkampf einen zu großen Teil der Staffel einnehme. Die prächtigen Leistungen der Hauptdarsteller Kevin Spacey und Robin Wright trügen allerdings dazu bei, dass die Serie weiterhin sehr sehenswert sei. Das Staffelfinale halte zudem ein „in vernünftigem Maße reizvolles und fruchtbares Szenario“ für die darauffolgende Handlung bereit.
Christian Buß schrieb zur sechsten und letzten Staffel auf Spiegel online eine „Lobrede zur besten […] "House of Cards"-Staffel“ und resümierte, die Serie sei „ein formvollendetes Lehrstück über die Macht geworden, die sich in frisch gecremten Frauenhänden nicht angenehmer anfühlt, aber möglicherweise sehr viel effizienter gespielt wird. Alter weißer Mann, schau diese Serie und lern.“

### Reaktionen aus der Politik
Mit Barack Obama und Bill Clinton haben sich zwei US-Präsidenten öffentlich zur Serie geäußert. Auf die Frage, ob die Serie (von der zu jenem Zeitpunkt allerdings lediglich die erste Staffel ausgestrahlt worden war) die Politik in der Hauptstadt korrekt darstelle, sagte Clinton zu Hauptdarsteller Kevin Spacey:

„99 Prozent von House of Cards stimmen mit der Realität überein. Das verbleibende Prozent: Es ist unmöglich, dermaßen schnell ein Bildungsgesetz zu verabschieden.“

Bei einem Treffen mit Vorstandsvorsitzenden großer Unternehmen drückte Barack Obama im Dezember 2013 seine Verehrung für die Hauptfigur aus: „Dieser Kerl bekommt wirklich eine Menge geregelt!“ Auch wünschte sich Obama, dass die Dinge im realen Washington mit einer „ähnlich schonungslosen Effizienz“ über die Bühne gehen würden.
Der Republikaner Kevin McCarthy, der zum Zeitpunkt seiner Aussage Underwoods Position des Majority Whip im Repräsentantenhaus ausfüllte, sagte im August 2013:

„Underwood wird mit all den falschen Eigenschaften dargestellt, die man so über Washington hört. Er bringt ein Kongressmitglied wortwörtlich um. Wenn ich nur einen Abgeordneten umbringen könnte, müsste ich mir nie wieder mehr Sorgen über das Stimmverhalten machen.“

Am Tag vor dem Release der zweiten Staffel verkündete Obama auf Twitter, dass er die Serie am nächsten Tag schauen wolle. Zudem bat er seine Follower im selben Tweet darum, Spoiler über den Verlauf der Staffel zu unterlassen. Im März 2014 gab Obama zu Protokoll, dass das Leben in Washington „ein wenig langweiliger“ sei, als in der Serie dargestellt. Im April 2015 versuchte sich Obama im Rahmen eines Aprilscherzes an einer Underwood-Imitation, indem er seinen Kopf in die Kamera drehte und sagte: „Hallo an alle! Hier spricht nicht Frank Underwood; hier spricht Barack Obama. Frohen 1. April. Frank hat das von mir gelernt.“
Für den Abgeordneten Thomas Massie ist der Realismus der Serie „verblüffend“: „Das Mobiliar, die Telefone, die Vorhänge, die Skandale, die Verhandlungen in den Hinterzimmern… das alles basiert tatsächlich auf der Realität.“ Der einzige große Unterschied sei Underwood, der im Gegensatz zu seinen realen Vorbildern im Kongress „einen Plan“ habe. Der australische Premierminister Malcolm Turnbull sieht in Underwood „einen modernen Iago“, wie er in Anspielung auf die Shakespeare-Tragödie Othello bekannte. House of Cards sei anders als die dänische Serie Borgen – Gefährliche Seilschaften kein politisches Drama, sondern ein Melodram, das sich weitläufiger mit den inneren Konflikten und weniger mit der Tagespolitik beschäftigt. Auch der kanadische Premierminister Justin Trudeau äußerte sich zur Serie. In dem Podcast The West Wing Weekly zur Serie The West Wing – Im Zentrum der Macht sagte Trudeau, dass er die Arbeit von Kevin Spacey liebe und dieser absolut großartig sei. Das politische Geschehen im Washington der Serie sei ihm allerdings zu düster, um regelmäßig eine Episode zu sehen.
Die in Washington, D.C. tätige Lobbyistin Rina Shah gab in der Süddeutschen Zeitung (2015) zu Protokoll, dass die Serie „sehr nah“ am realen politischen Geschehen sei. Unter anderem werde die enge Beziehung zwischen Politikern und der Presse „sehr gut dargestellt“. Allerdings würden Entscheidungen schneller getroffen werden und insgesamt sehe die Serie „viel glamouröser“ aus als ihr reales Vorbild. Auch in der deutschen Politik stieß die Serie auf Reaktionen. House of Cards ist die Lieblingsserie von Jürgen Trittin, der die Serie als Gegenstück der insbesondere in Deutschland vorherrschenden Talkshow-Kultur bezeichnet. Zudem sei sie „ansatzweise realitätsnah“ dargestellt. Insbesondere im Zusammenspiel zwischen Politik und Medien sieht Trittin Parallelen zur Realität, die tatsächlich eine „wirkungsmächtige Beziehung zwischen Politiker und Journalist“ bereithalte. Auch diverse Bundestagsabgeordnete äußerten sich zur Serie. Die Abgeordnete Nicole Gohlke erklärte, von Underwood könne man sich die „völlige politische Leidenschaftslosigkeit“ abschauen, was aber aufgrund eigener Erfahrungen mit Politikern nicht realitätsnah sei.

### Sonstige Reaktionen
Agnieszka Holland, die bei zwei Episoden der dritten Staffel Regie führte, zog einen Vergleich zur Politserie The West Wing, die zwischen 1999 und 2006 ausgestrahlt wurde. Sie merkte an, dass die Charaktere der von Aaron Sorkin geschaffenen Serie zwar auch Fehler machen und korrumpiert würden, aber nicht so dermaßen zynisch seien wie die Politiker in House of Cards. Damit habe Francis Underwood den Weg für den kontroversen republikanischen Präsidentschaftsanwärter Donald Trump geebnet, weshalb Holland die Serie als eine „gefährliche Schöpfung“ bezeichnet.

## Auszeichnungen und Nominierungen
| Staffel       | 1 | 2  | 3  | 4  | 5 | 6 | Gesamt |
| ------------- | - | -- | -- | -- | - | - | ------ |
| Nominierungen | 9 | 13 | 11 | 13 | 7 | 3 | 56     |
| Prämierungen  | 3 | 1  | 2  | 0  | 1 | 0 | 7      |

Primetime Emmy Awards
House of Cards ist die erste in den Vereinigten Staaten exklusiv über einen Streamingdienst ausgestrahlte Serie, die in der wichtigsten Kategorie Outstanding Drama Series für einen Emmy nominiert wurde. In dieser Kategorie folgten vier weitere Nominierungen. Insgesamt stehen 56 Emmy-Nominierungen 7 Auszeichnungen gegenüber. Für jede der fünf Staffeln, in denen er mitspielt, wurde Kevin Spacey als bester Hauptdarsteller nominiert. Übertroffen wurde dies noch von Robin Wright, die als beste Hauptdarstellerin sechs Nominierungen erhielt. Michael Kelly wurde 4-mal als bester Nebendarsteller nominiert, während Kate Mara, Rachel Brosnahan, Mahershala Ali, Paul Sparks, Ellen Burstyn, Molly Parker jeweils einmal als beste Gastdarsteller nominiert wurden. Für seine Gastrolle als Freddy Hayes erhielt Reg E. Cathey eine Auszeichnung und zwei weitere Nominierungen. Außerdem wurde die Serie für die Kamera, das Casting, die Regie, den Tonschnitt und die Musikkomposition (2-mal) prämiert.
| Staffel       | 1 | 2 | 3 | 4 | 5 | 6 | Gesamt |
| ------------- | - | - | - | - | - | - | ------ |
| Nominierungen | 4 | 3 | 1 | 0 | 0 | 0 | 8      |
| Prämierungen  | 1 | 1 | 0 | 0 | 0 | 0 | 2      |

Golden Globe Awards
Die Serie wurde für die Golden Globe Awards 8-mal nominiert und 2-mal prämiert. Kevin Spacey und Robin Wright wurden jeweils einmal als bester Hauptdarsteller bzw. beste Hauptdarstellerin in einer Dramaserie ausgezeichnet. Zudem erhielt Corey Stoll für die Verkörperung seiner Figur Peter Russo 2014 eine Nominierung als bester Nebendarsteller. In der Kategorie Beste Dramaserie wurde House of Cards 2-mal nominiert. In den Jahren 2015 und 2016 wurde Robin Wright zwei weitere Male als beste Hauptdarstellerin nominiert.
Sonstige Film- und Fernsehpreise
Im Jahre 2015 erhielt Hauptdarsteller Kevin Spacey die Goldene Kamera als Bester Internationaler Schauspieler für seine Rolle als Francis Underwood. Insgesamt erhielt die Serie international 35 Auszeichnungen bei 218 Nominierungen.

## Trivia
- Einige Mitglieder der russischen Band Pussy Riot haben in der dritten Folge der dritten Staffel einen Gastauftritt. Im Abspann werden sie zudem bei einem Protestkonzert in einer amerikanischen Stadt gezeigt.
- Unklar ist, wer vor Garrett Walker das Amt des Präsidenten ausgeübt hat. Walker wird mehrmals als der 45. Präsident deklariert, Underwood ist demzufolge der 46. Präsident, wie auch in der letzten Folge der zweiten Staffel herausgestellt wird. Der reale 44. Präsident, Barack Obama, wird in der Serie nicht erwähnt, sodass seine Existenz nicht gesichert ist. Da Garrett Walker die Präsidentschaftswahl 2012 zum ersten Mal gewonnen hat – mehrfach wird in der Serie Bezug auf seine angepeilte erneute Kandidatur 2016 genommen – und auch sämtliche Kabinettsposten neu vergeben werden, liegt die Annahme nahe, dass vor ihm ein Republikaner im Weißen Haus saß. Ob dieser auf George W. Bush folgte, lässt die Serie offen; der letzte real existierende Präsident, dessen Existenz auch in der Serie bestätigt wird, ist Bill Clinton.[120] Auch die Existenz anderer Präsidenten, darunter Abraham Lincoln, George Washington, Dwight D. Eisenhower, John F. Kennedy, Richard Nixon und Ronald Reagan, wird durch Gemälde und Aussagen bestätigt.
- Die Figur Viktor Petrov weist Parallelen zu Wladimir Wladimirowitsch Putin auf. So behauptet Petrov bei seinem wohl ersten persönlichen Treffen mit Frank Underwood in der dritten Staffel, dieser sei sein „dritter Präsident“; zum Zeitpunkt der Veröffentlichung der Staffel amtierten seit Putins Präsidentschaft Clinton, George W. Bush und Obama als US-Präsidenten. Des Weiteren bringt Claire Underwood die Sprengstoffanschläge auf Wohnhäuser in Russland 1999 (sowie den darauffolgenden Zweiten Tschetschenienkrieg) und die Geiselnahme im Moskauer Dubrowka-Theater 2002 mit dem FSB in Verbindung, die Petrov zu seinen Gunsten genutzt habe; auch diese Ereignisse fallen in Putins Amtszeiten als Staats- oder Regierungschef. Dem stehen Aussagen Petrovs gegenüber, er habe während seiner Zeit beim KGB ein halbes Jahr in Afghanistan gedient. Zwar arbeitete auch Putin für das KGB, jedoch war er für den Geheimdienst hauptsächlich in der DDR eingesetzt.
- Underwoods Aufstieg zum Präsidenten ähnelt dem Gerald Fords. Dieser wurde, wie Underwood, 1973 aus dem Repräsentantenhaus heraus zum Vizepräsidenten Richard Nixons ernannt, nachdem der ursprüngliche Vizepräsident Spiro Agnew hatte zurücktreten müssen. Nachdem Nixon über die Watergate-Affäre gestolpert war, rückte Ford 1974 selbst zum Präsidenten auf. So ist auch Underwood nie durch ein Electoral College in sein Amt gewählt worden. In einer Szene in der vierten Staffel ist zu sehen, dass Underwood am 30. Oktober 2014 sein Amt als Präsident angetreten hat. Gemäß dem 22. Verfassungszusatz ist es ihm – ebenso wie damals Ford – nur möglich, für eine weitere Amtszeit gewählt zu werden, da er mehr als die Hälfte der Amtsperiode, die sein Vorgänger Walker begonnen hat, ausfüllt. In der 5. Staffel sagt Mark Usher, nachdem Underwood gewählt worden ist, es wäre sein Ziel, aus seinen 4 Jahren Amtszeit 10 zu machen (also 2 Jahre auf Walker folgend und 2 gewonnene Wahlen), was, wie erläutert, nicht möglich wäre.
- Wie Ford im Falle Nelson Rockefeller nominiert auch Frank Underwood mit Donald Blythe seinen Vizepräsidenten über den 25. Verfassungszusatzartikel. Auch Blythe verzichtet in der vierten Staffel freiwillig auf eine Nominierung als Running Mate bei den anstehenden Wahlen.
- Als Underwood nach dem Rücktritt von Walker am Ende der zweiten Staffel seinen Amtseid in Camp David ablegt, ist er der fünfte Präsident, der nicht in Washington, D.C. vereidigt worden ist, seitdem die Stadt 1800 zur Hauptstadt wurde. Chester A. Arthur (New York City), Theodore Roosevelt (Buffalo), Calvin Coolidge (Plymouth) und Lyndon B. Johnson (Dallas) kamen je durch die Tode ihrer Vorgänger ins Amt.
- Im Zuge der Präsidentschaftswahl 2016 wurde Hauptdarsteller Kevin Spacey gefragt, wie eine mögliche TV-Debatte zwischen Frank Underwood und dem polarisierenden republikanischen Präsidentschaftskandidaten Donald Trump verliefe. Spacey antwortete, dass diese Debatte gar nicht stattfände, da Trump auf dem Weg dorthin einen schrecklichen Unfall erlitte.[121]
- Privat ist Spacey mit dem ehemaligen US-Präsidenten Clinton befreundet. Aus diesem Grund hängt im Kongressbüro seiner Figur Francis Underwood ein Bild, auf dem beide nebeneinander sitzend zu sehen sind.
- Im realen Leben ist die Darstellerin von Außenministerin Catherine Durant, Jayne Atkinson, mit dem Darsteller von Garrett Walker, Michel Gill, verheiratet.

## Rechtsstreit der Produktionsfirma mit Kevin Spacey
Im November 2021 urteilte ein Schiedsgericht nach einem mehr als dreijährigen Rechtsstreit, dass Spacey der Produktionsfirma von House of Cards ca. 31 Millionen Dollar wegen Vertragsbruchs zu zahlen habe. Er habe gegen die Verhaltensrichtlinien verstoßen, die er mit der Produktionsfirma Media Rights Capital (MRC) vereinbart hatte. MRC hatte Spacey nach Missbrauchsvorwürfen entlassen, die Produktion der sechsten Staffel musste gestoppt, die Serie umgeschrieben und gekürzt werden, was zu Verlusten in zweistelliger Millionenhöhe geführt habe.

### Fachliteratur
- Florian Breitweg, Jakob Hager, Vanessa Molter, Cornelius Witt: House of Cards: The American Machiavelli. In: Niko Switek (Hrsg.): Politik in Fernsehserien: Analysen und Fallstudien zu House of Cards, Borgen & Co. Transcript, Bielefeld 2018, ISBN 978-3-8376-4200-1, S. 243–270.

### Vorlagen
- Michael Dobbs: Ein Kartenhaus. Bastei-Verlag Lübbe, Bergisch Gladbach 1992, ISBN 3-404-13416-8
- Michael Dobbs: Um Kopf und Krone. Bastei-Verlag Lübbe, Bergisch Gladbach 1996, ISBN 3-404-13781-7
- Michael Dobbs: Schach dem König. Bastei-Verlag Lübbe, Bergisch Gladbach 1997, ISBN 3-404-13877-5

### Kritikenspiegel
Staffel 1
Positiv
- Frankfurter Allgemeine Zeitung vom 9. November 2013, von Michael Hanfeld: Der Haifisch liebt das Blut
- Der Tagesspiegel vom 10. November 2013, von Joachim Huber: Sat.1 bringt „House of Cards“ ins Free TV

Eher positiv
- Süddeutsche Zeitung vom 1. Februar 2013, von Fritz Göttler:  Tage des Verrats
- Frankfurter Allgemeine Zeitung vom 10. Februar 2013, von Gina Thomas: Der Starke ist am mächtigsten zu zweit
- Süddeutsche Zeitung vom 8. November 2013, von Jürgen Schmieder:  Der Chef hier, das bin ich
- Süddeutsche Zeitung vom 14. November 2013, von Willi Winkler: Es ist Brecht, Dummkopf

Staffel 2
Positiv
- Frankfurter Allgemeine Zeitung vom 14. Februar 2014, von Patrick Bahners:  Leichen pflastern seinen Weg
- Frankfurter Allgemeine Zeitung vom 17. Februar 2014, von Stefan Schulz: Bereuen Sie nichts!

Eher positiv
- Die Zeit vom 15. Februar 2014, von Christopher Pramstaller: Der kalte Atem des Kapitols
- Die Zeit vom 20. Februar 2014, von Christina Rietz: Der Teufelsumarmer

Staffel 3
Eher positiv
- Die Zeit vom 26. Februar 2015, von Philipp Reinartz: Pussy Riot im Weißen Haus

Eher kritisch
- Der Freitag vom 27. März 2015, von Frank Günther: Richard Underwood III.

Negativ
- Die Zeit vom 15. April 2015, von Nicklas Baschek: Die teuerste Seifenoper der Welt

Staffel 4
Positiv
- Die Welt vom 10. März 2016, von Hannes Stein: „House of Cards“ – Ein Schweinehund, aber unserer

Neutral
- Die Zeit vom 6. März 2016, von Daniel Gerhardt: Underwood gegen Underwood

 Staffel 5 
Eher kritisch
- Die Zeit vom 30. Mai 2017, von Adrian Daub: Welcome to Washington

 Staffel 6 
Positiv
- Spiegel online vom 2. November 2018, von Christian Buß: Robin Wright in "House of Cards": Ich bin die Macht

Neutral
- Die Zeit vom 5. November 2018, von Marietta Steinhart: Das Gespenst im Oval Office

Eher kritisch
- Nau vom 29. November 2018, von Michael Bolzli: House of Cards Staffel 6 kann nicht überzeugen